# Holden Special Vehicles
Holden Special Vehicles — подразделение австралийской компании Holden по производству спортивных автомобилей, основанное 15 октября 1987 года и упразднённое 18 августа 2020 года.

## Описание
Компания Holden Special Vehicles была основана в 1987 году. Её штаб-квартира располагалась в Клейтоне, штат Виктория.
Частная компания модифицировала модели Holden, такие как Commodore, Caprice, Statesman и Ute для продажи на внутреннем и экспортных рынках. Также компания модифицировала другие автомобили General Motors.
Автомобили, произведённые Holden Special Vehicles, как правило, обозначались аббревиатурой HSV. Тем не менее, в первые годы некоторые автомобили продавались под брендом Holden в Австралии, в то время как большинство автомобилей на экспорт (за исключением Новой Зеландии и Сингапура) продавались под другими названиями (а именно, Vauxhall и Chevrolet Special Vehicles).

## Модельный ряд

### Avalanche
HSV Avalanche — полноприводный SUV, выпускавшийся с 2003 по 2005 год на базе Holden Adventra LX8. На его основе был разработан пикап с двойной кабиной, получивший название Avalanche XUV. Он являлся производной моделью от Holden Crewman Cross8. Комплектации: 
- VY (2003—2005)
- VZ (2005)

### ClubSport
HSV ClubSport или Clubsport — полноразмерный седан на базе Commodore, который являлся самым продаваемым автомобилем бренда HSV с момента начала производства в 1990 году. В 1999 году была представлена более высокая спецификация — R8. Комплектации:
- VN (1990—1991)
- VP (1991—1993)
- VR (1993—1995)
- VS (1995—1997)
- VT (1997—2000)
- VX (2000—2002)
- VY (2002—2004)
- VZ (2004—2006)
- VE (2006—2013)
- VF (2013—2017)

### Coupé
HSV Coupé — Gran Turismo, выпускавшийся с 2001 по 2006 год на базе Holden Monaro. Комплектации:
- VX (2001—2002)
- VX Series II (2002—2004)
- VZ (2004—2006)

### Grange
HSV Grange — полноразмерный люксовый седан на базе Statesman и Caprice. Комплектации:
- VS (1997—1999)
- WH (1999—2003)
- WK (2003—2004)
- WL (2004—2006)
- WM (2006—2013)
- WN (2013—2016)

### GTS
HSV GTS — полноразмерный высокопроизводительный седан на базе Commodore. Комплектации:
- В 1990 году компания HSV выпустила модели GTS с двигателями V6 для Новой Зеландии в комплектациях VN и VP.
- VP (1991—1993)
- VR (1993—1995)
- VS (1995—1997)
- VT (1997—2000)
- VX (2000—2002)
- VY (2002—2004)
- VE (2006—2013)
- VF (2013—2017)

### Maloo
HSV Maloo — ют, выпускавшийся с 1990 года на базе Holden Ute. Комплектации:
- VG (1990—1991)
- VP (1991—1993)
- VR (1993—1995)
- VS (1995—2000)
- VU (2000—2002)
- VY (2002—2004)
- VZ (2004—2007)
- VE (2007—2013)
- VF (2013—2017)

### Senator
HSV Senator — полноразмерный люксовый седан на базе Berlina и Calais, впервые представленный в 1992 году. Комплектации:
- VP (1992—1993)
- VR (1993—1995)
- VS (1995—1997)
- VT (1997—2000)
- VX (2000—2002)
- VY (2002—2004)
- VZ (2004—2006)
- VE (2006—2013)
- VF (2013—2017)

### SV88
HSV SV88 являлся первым автомобилем с шильдиком HSV. Он был запущен в производство в 1988 году на базе Holden Calais VL.

### W427
HSV W427 был выпущен в 2008 году на базе HSV E Series. Он оснащён двигателем LS7 V8 объёмом 7,0 л (7011 см3), мощностью 375 кВт (503 л. с.) при 6500 об/мин и крутящим моментом 380 Н⋅м при 5000 об/мин.

## На базе Holden Commodore

### VL
| Модель                         | Изображение | Двигатель                   | Мощность                            | Крутящий момент         | Шины                            | 0—100 км/ч (62 миль/ч) | Торможение за 400 м (1/4 мили) | Максимальная скорость |
| ------------------------------ | ----------- | --------------------------- | ----------------------------------- | ----------------------- | ------------------------------- | ---------------------- | ------------------------------ | --------------------- |
| Holden Commodore SS Group A SV |             | 4987 см3 V8                 | 180 кВт (241 л. с.) при 5200 об/мин | 380 Н⋅м при 4000 об/мин | 205/55 VR 16 — Bridgestone RE71 | 6,9 сек.               | 15,1 сек.                      | 230 км/ч (143 миль/ч) |
| SV88                           |             | 4987 см3 V8                 | 136 кВт (182 л. с.) при 4400 об/мин | 355 Н⋅м при 3200 об/мин | 205/55 VR 16 — Bridgestone RE71 | 8,98 сек.              | 16,44 сек.                     |                       |
| SV F20                         |             | 2962 см3 I6                 | 114 кВт (153 л. с.) при 5200 об/мин | 247 Н⋅м при 3200 об/мин | 205/55 VR 16 — Bridgestone RE71 |                        |                                |                       |
| SV F20 Turbo (опционально)     |             | 2962 см3 I6 с турбонаддувом | 150 кВт (201 л. с.) при 5200 об/мин | 296 Н⋅м при 3200 об/мин | 205/55 VR 16 — Bridgestone RE71 | 7,63 сек.              | 15,5 сек.                      | 223 км/ч (139 мили/ч) |

### VN/VG/VQ
Модельный ряд:

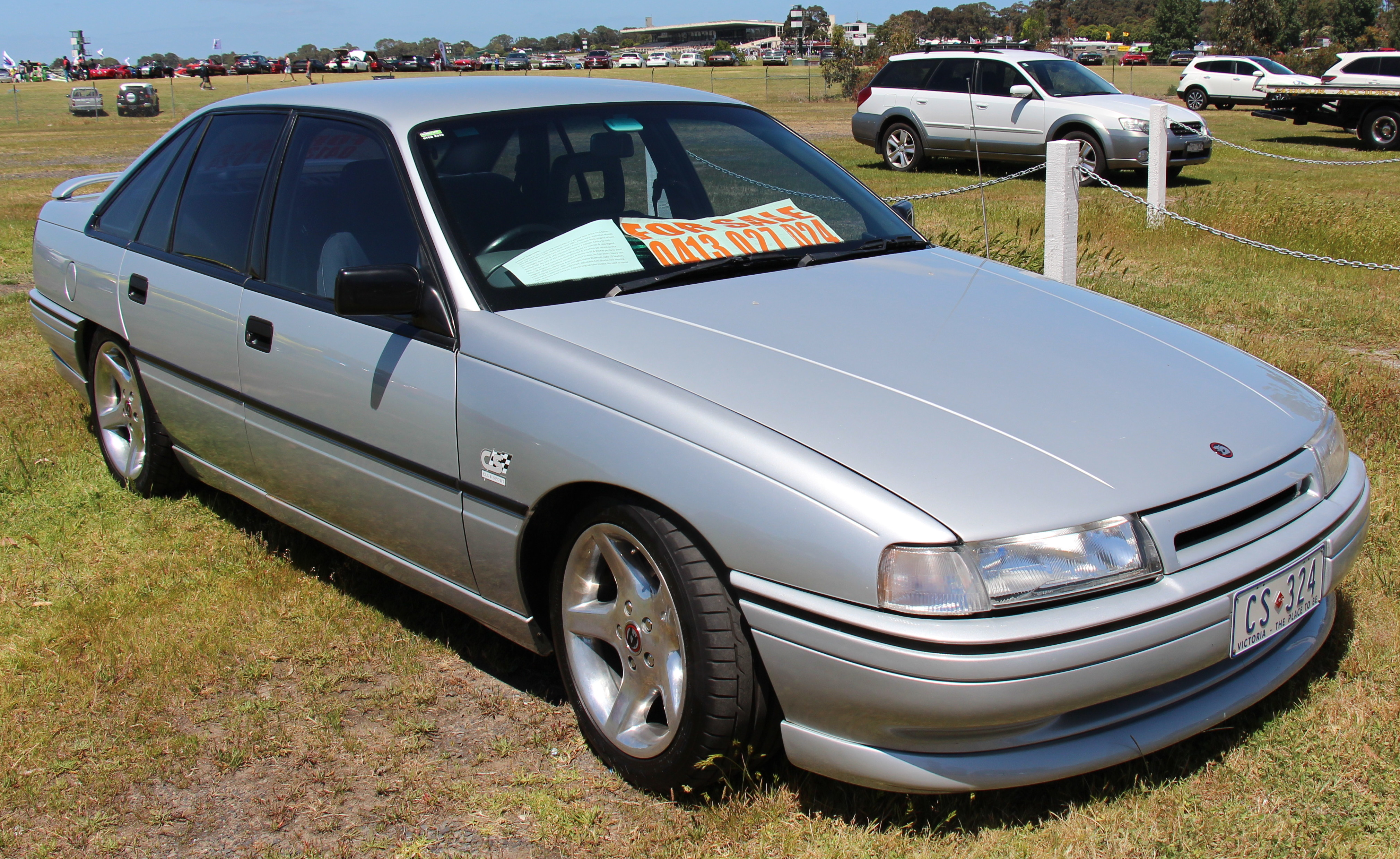
VN Clubsport

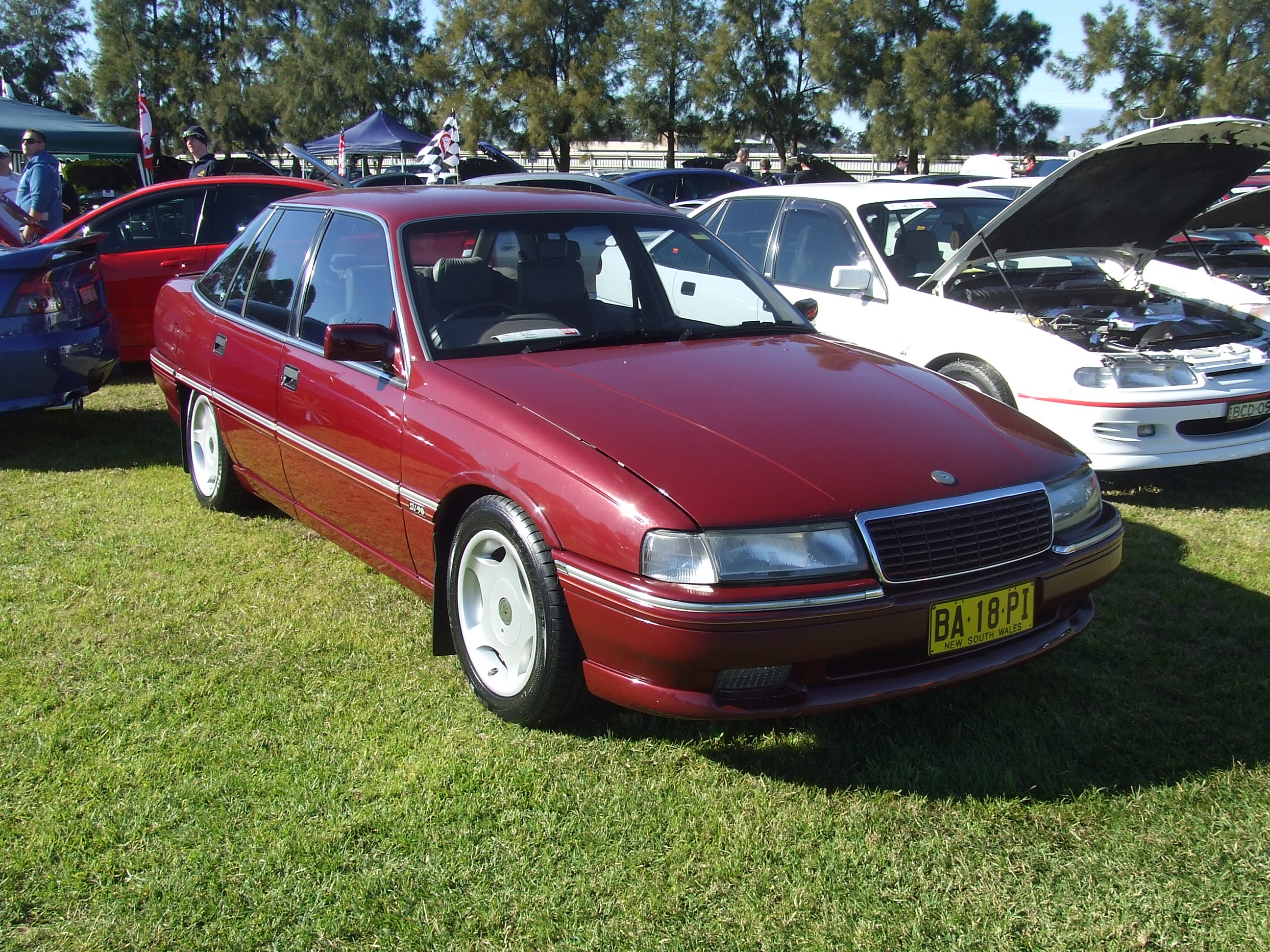
VQ Statesman 5000i

- Challenger (продавался в Канберре)
- Clubsport
- DMG90 (продавался в Квинсленде)
- GTS V6 (экспорт в Новую Зеландию)
- LS (VN (седан и универсал) — универсал продавался только в Новой Зеландии)
- LS (ют на базе VG V6)
- Maloo (ют с двигателем V8)
- Statesman 5000i
- Statesman 5000i
- Statesman SV90
- Statesman SV93
- SV LE (седан и универсал)
- SV89 (на базе Berlina)
- SV3800
- SV5000
- SV T-30
- 8-Plus

и
- Holden Commodore SS Group A SV

| Модель                         | Изображение | Двигатель   | Мощность                            | Крутящий момент         | Шины                          | 0—100 км/ч (62 миль/ч) | Торможение за 400 м (1/4 мили) | Максимальная скорость | RRP (A$)                             |
| ------------------------------ | ----------- | ----------- | ----------------------------------- | ----------------------- | ----------------------------- | ---------------------- | ------------------------------ | --------------------- | ------------------------------------ |
| Holden Commodore SS Group A SV |             | 4987 см3 V8 | 215 кВт (288 л. с.) при 5200 об/мин | 411 Н⋅м при 4000 об/мин | 235/45 ZR 17 — Goodyear Eagle | 6,5 сек.               | 14,5 сек.                      | 253[прояснить]        | >$68,000 (из предполагаемых $50,000) |

### VP
Модельный ряд:

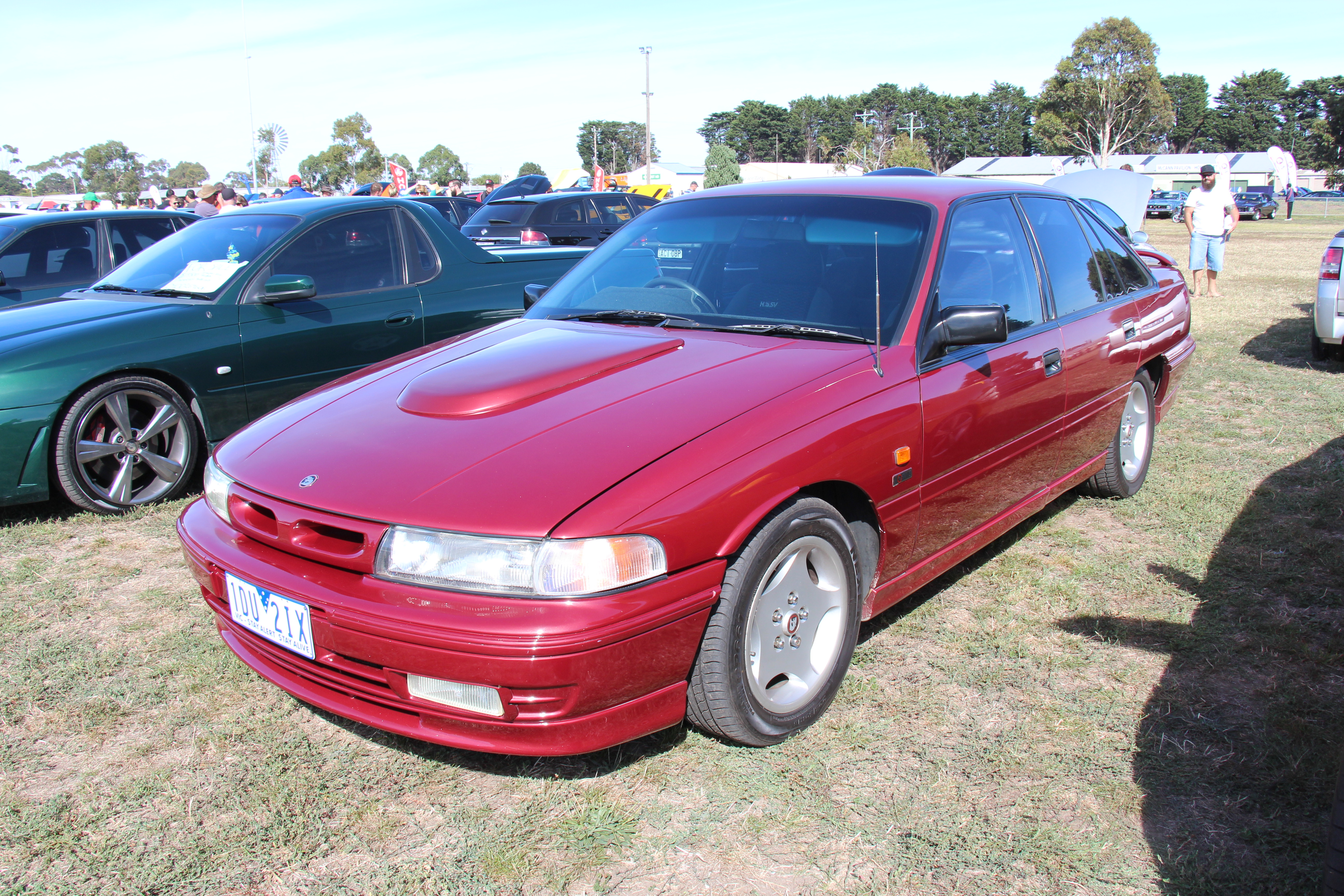
Clubsport
- Clubsport 5000i
- Sport Wagon
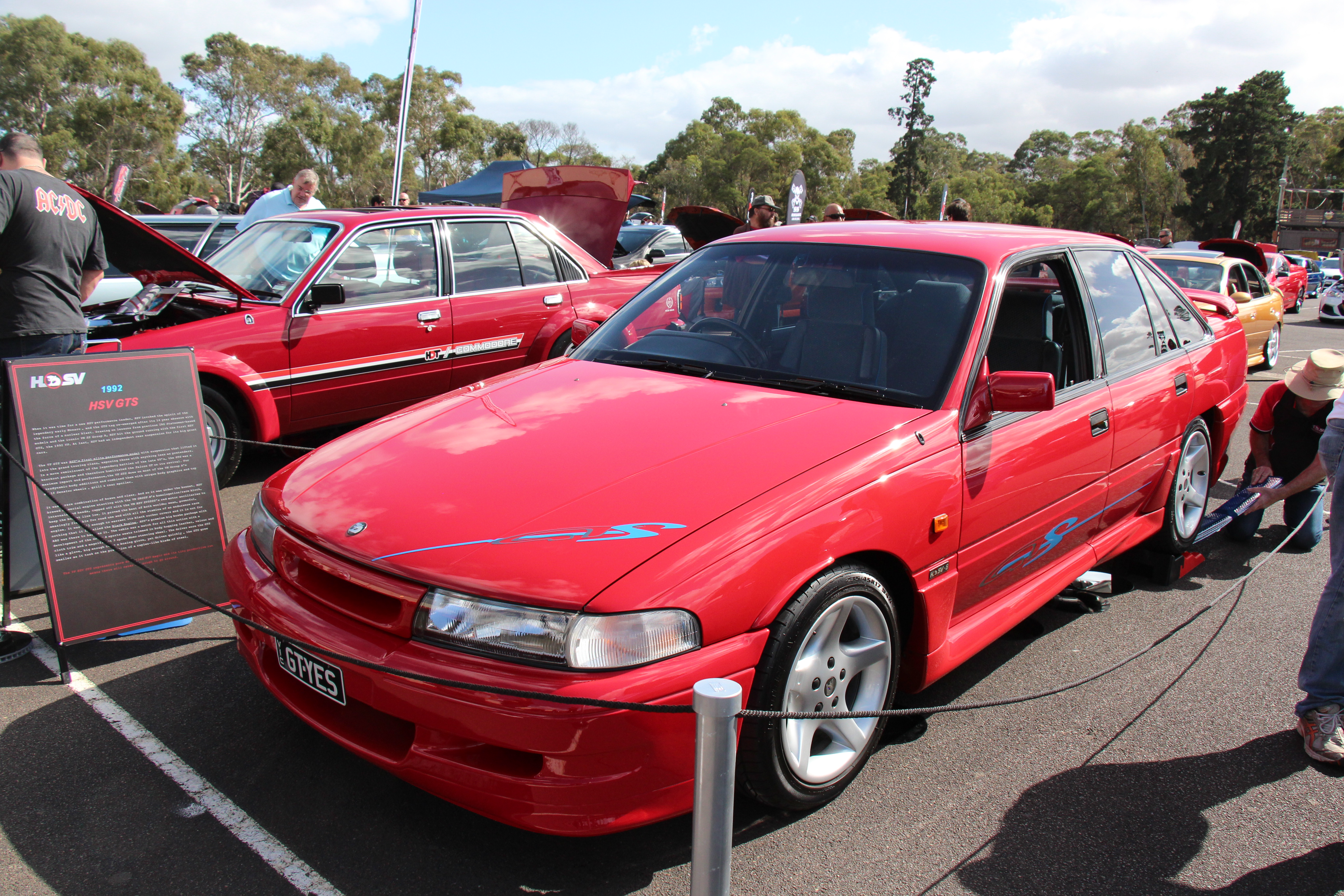
GTS
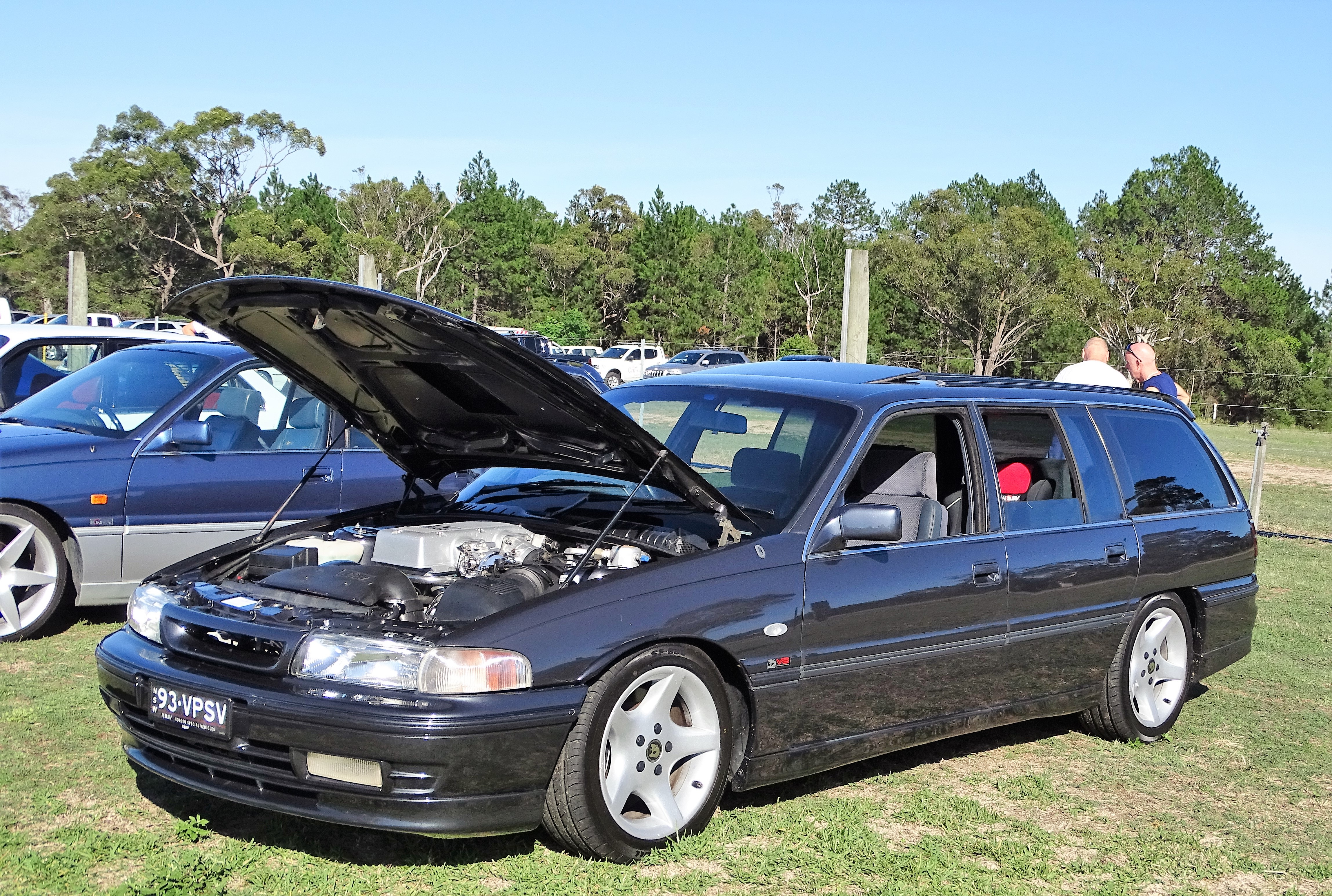
Sport Wagon

- Maloo
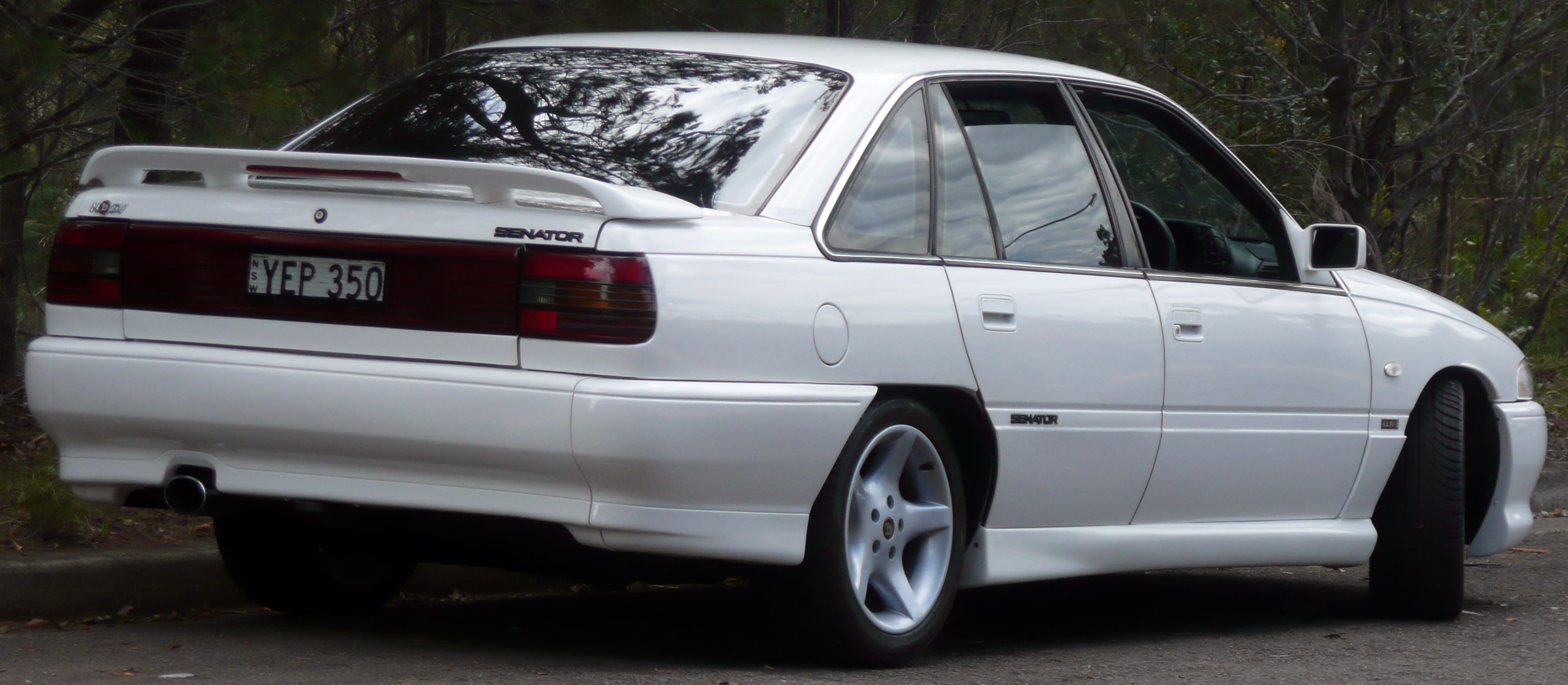
Senator
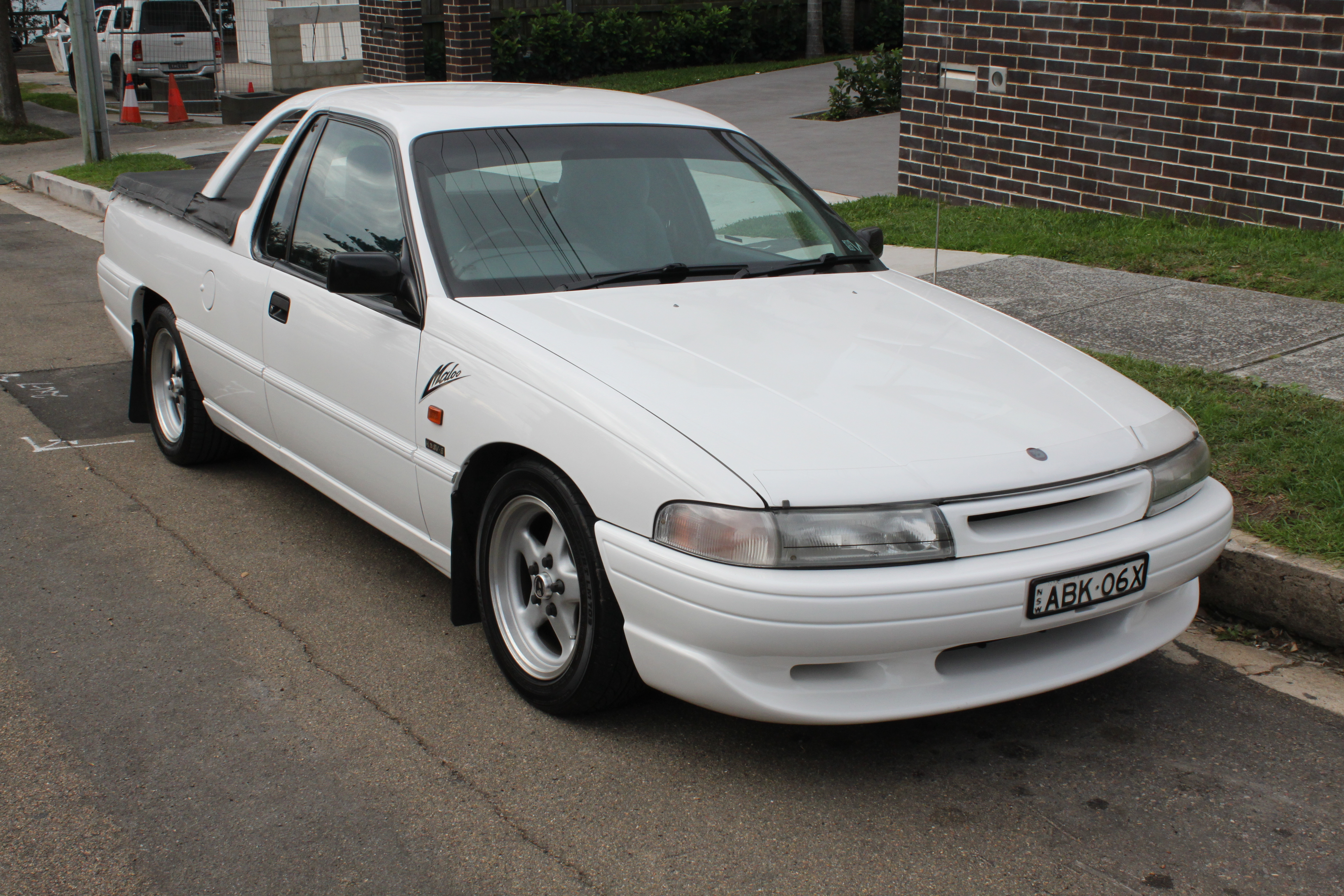
Maloo (VP II)
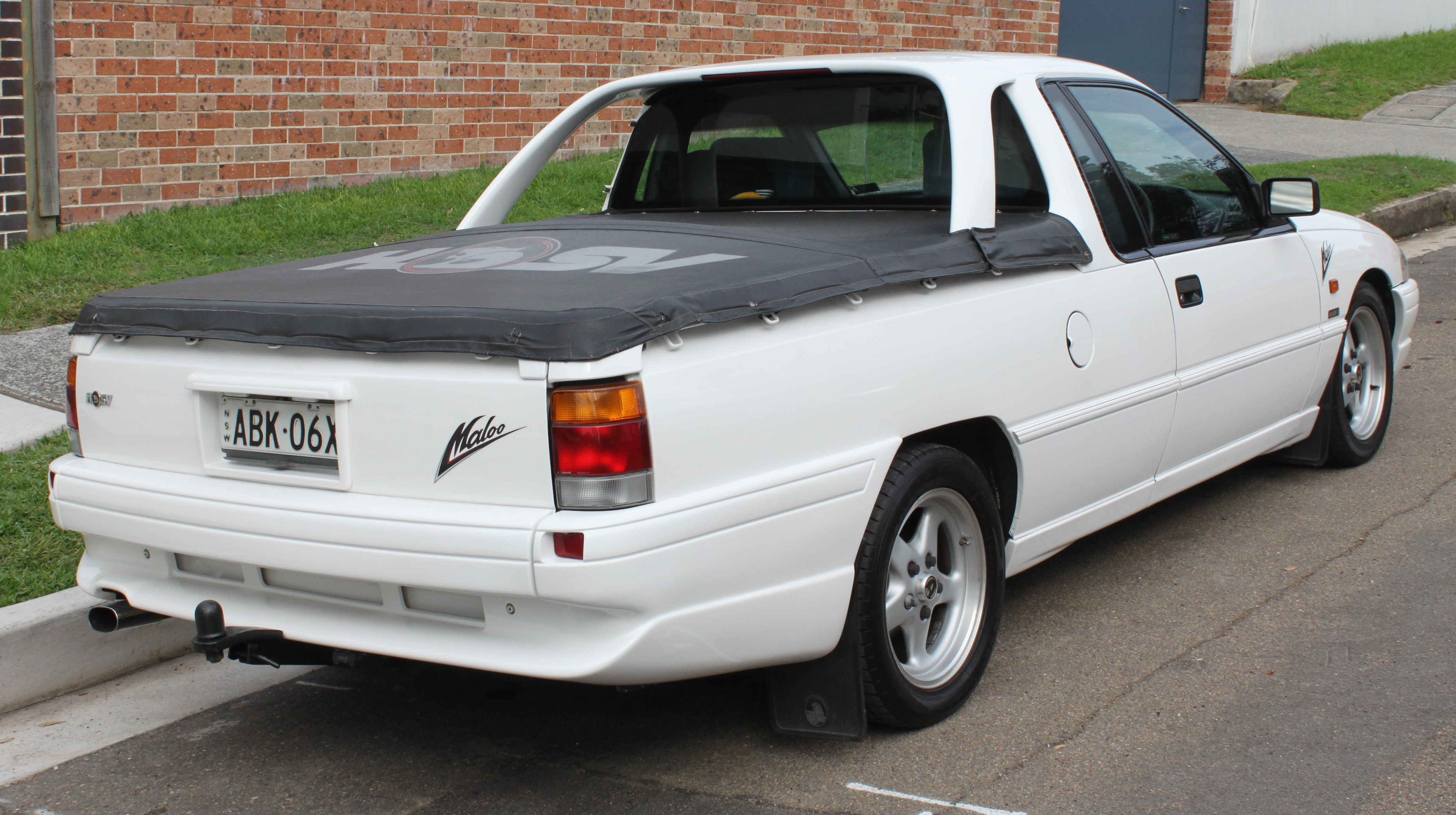
Maloo (VP II)

- Senator 5000i
- SV91
- Nitron
- Formula
- HSV+6

- VP Clubsport
- VP GTS
- Sport Wagon
- Senator
- Maloo (VP II)
- Maloo (VP II)

### VR/VS
Модельный ряд:

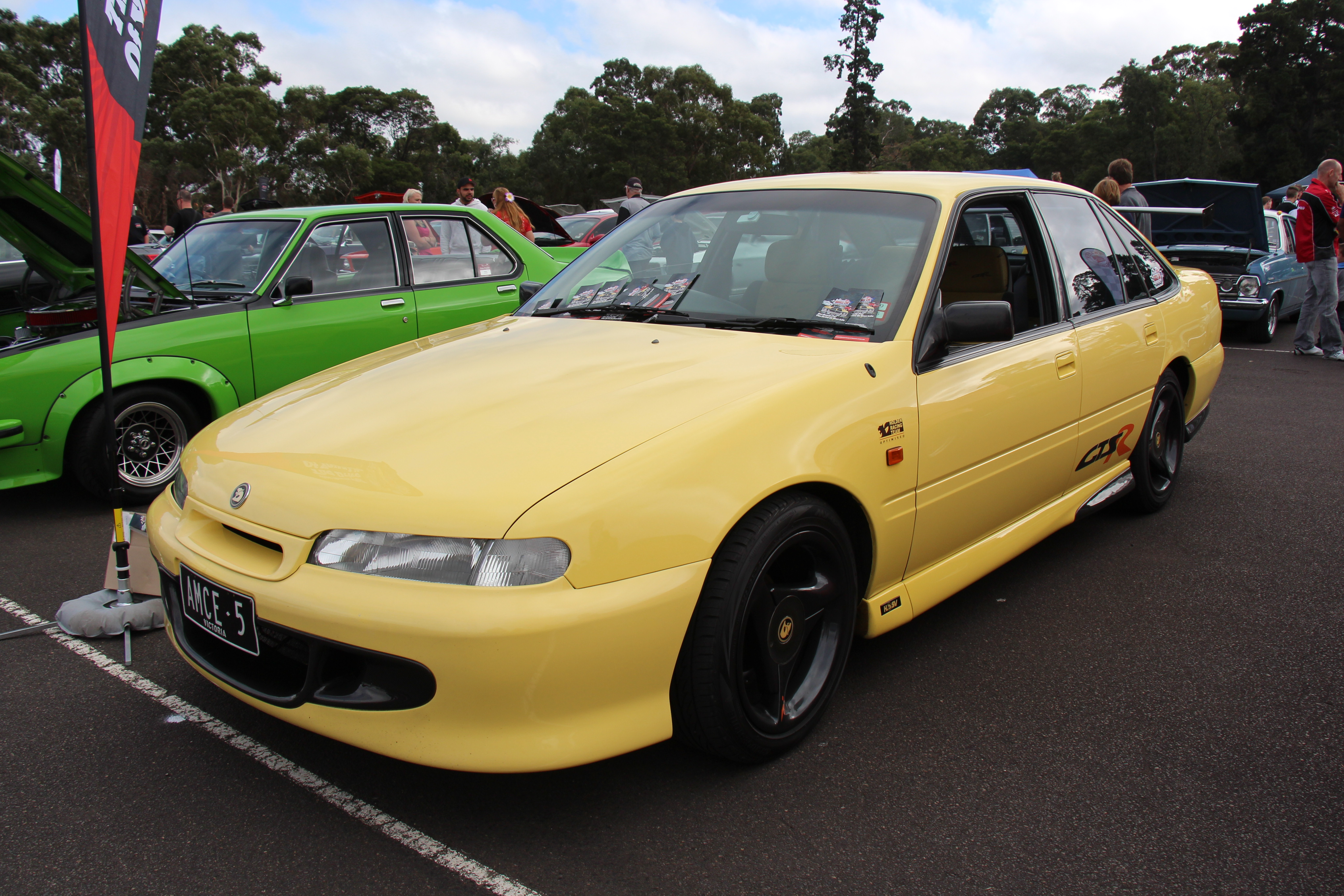
VS Commodore GTS-R

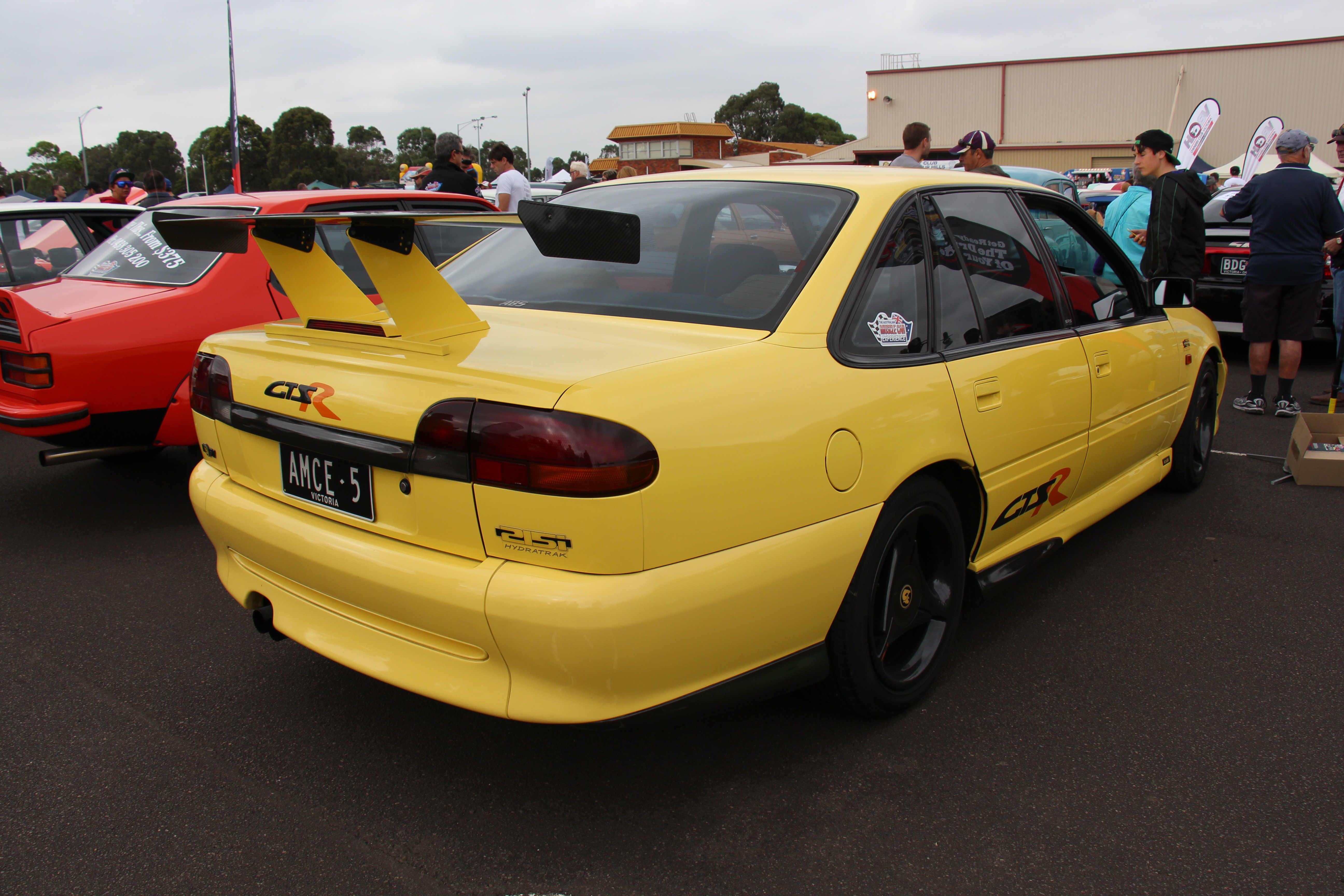
VS Commodore GTS-R

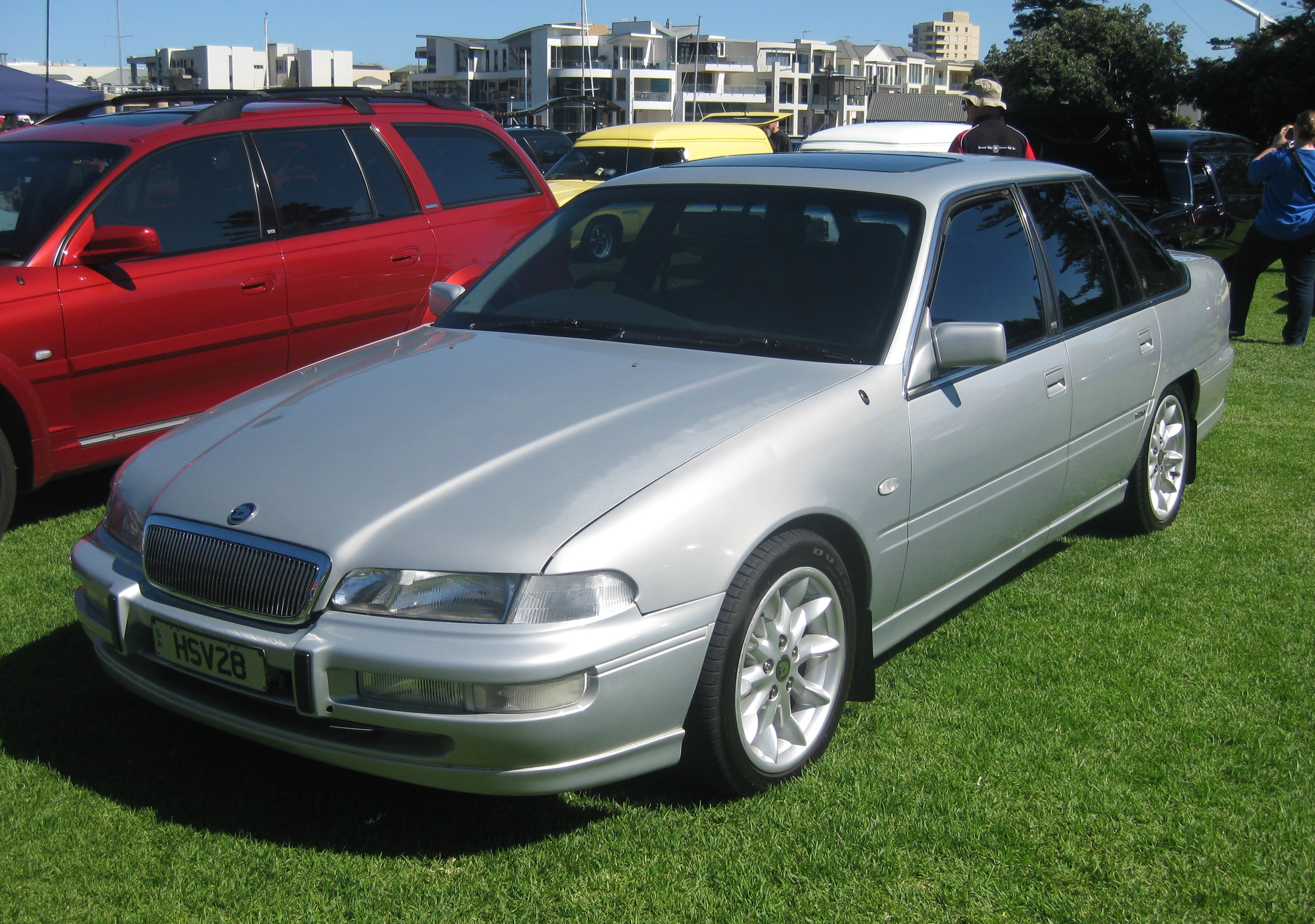
VS Grange

- Clubsport (универсал выпускался только в комплектации VR)
- GTS
- Maloo
- Manta (только VS)
- Senator
- Statesman
- Grange (с серии VS Series III (1996))

| Модель       | Изображение | Двигатель                           | Мощность                            | Крутящий момент                        | Шины                                   | 0—100 км/ч (62 миль/ч) | Торможение за 400 м (1/4 мили) | Максимальная скорость | RRP (A$)                                                                        |
| ------------ | ----------- | ----------------------------------- | ----------------------------------- | -------------------------------------- | -------------------------------------- | ---------------------- | ------------------------------ | --------------------- | ------------------------------------------------------------------------------- |
| Clubsport    |             | 4987 см3 V8                         | 185 кВт (248 л. с.) при 4800 об/мин | 400 Н·м при 3600 об/мин                | 235/45 ZR17 — Bridgestone Expedia S-01 |                        |                                |                       | $49,790 (МКПП), $51,150 (АКПП)                                                  |
| GTS          |             | 5737 см3 V8                         | 215 кВт (288 л. с.) при 4800 об/мин | 475 Н·м при 3600 об/мин                | 235/45 ZR17 — Bridgestone Expedia S-01 | 6,2 сек.               | 14,6 сек.                      | 246 км/ч (153 миль/ч) | $65,975 (МКПП&АКПП)                                                             |
| Maloo        |             | 4987 см3 V8                         | 185 кВт (248 л. с.) при 4800 об/мин | 400 Н·м при 3600 об/мин                | 205/55 ZR16 — Bridgestone Expedia S-01 |                        |                                |                       |                                                                                 |
| Senator 185i |             | 4987 см3 V8                         | 185 кВт (248 л. с.) при 4800 об/мин | 400 Н·м при 3600 об/мин                | 235/45 ZR17 — Bridgestone Expedia S-01 |                        |                                |                       | $59,785 (МКПП&АКПП)                                                             |
| Senator 215i | 5737 см3 V8 | 215 кВт (288 л. с.) при 4800 об/мин | 475 Н·м при 3600 об/мин             | 235/45 ZR17 — Bridgestone Expedia S-01 |                                        |                        |                                | $72,740 (МКПП&АКПП)   |                                                                                 |
| Manta        |             | 4987 см3 V8                         | 185 кВт (248 л. с.) при 4800 об/мин | 400 Н·м при 3600 об/мин                | 225/50 ZR16 — Bridgestone Expedia S-01 |                        |                                |                       | Седан: $45,360 (МКПП), $46,675 (АКПП) Универсал: $48,640 (МКПП), $49,990 (АКПП) |

### VT
Модельный ряд VT:
- Manta
- Clubsport
- GTS

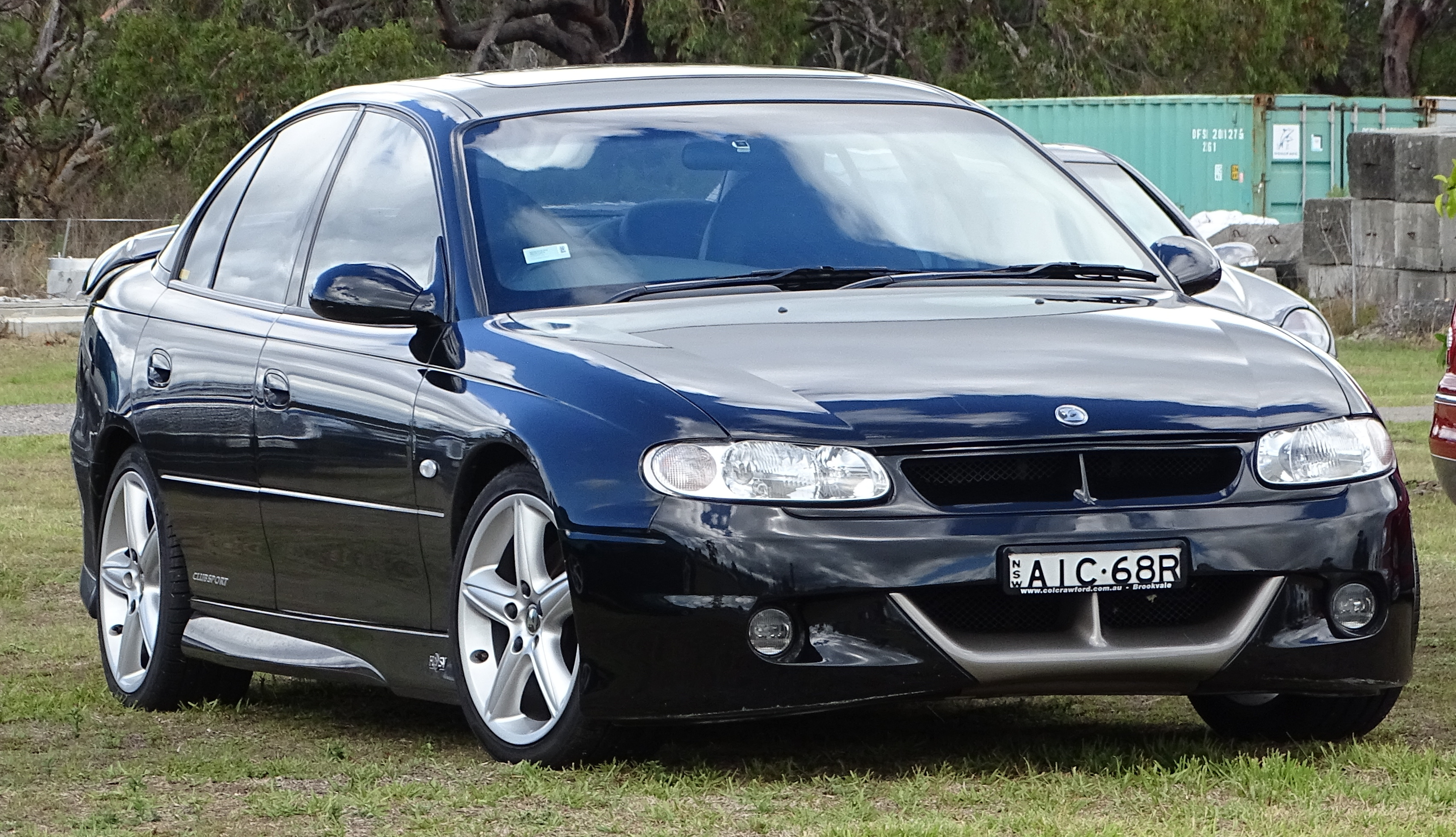
VT Clubsport

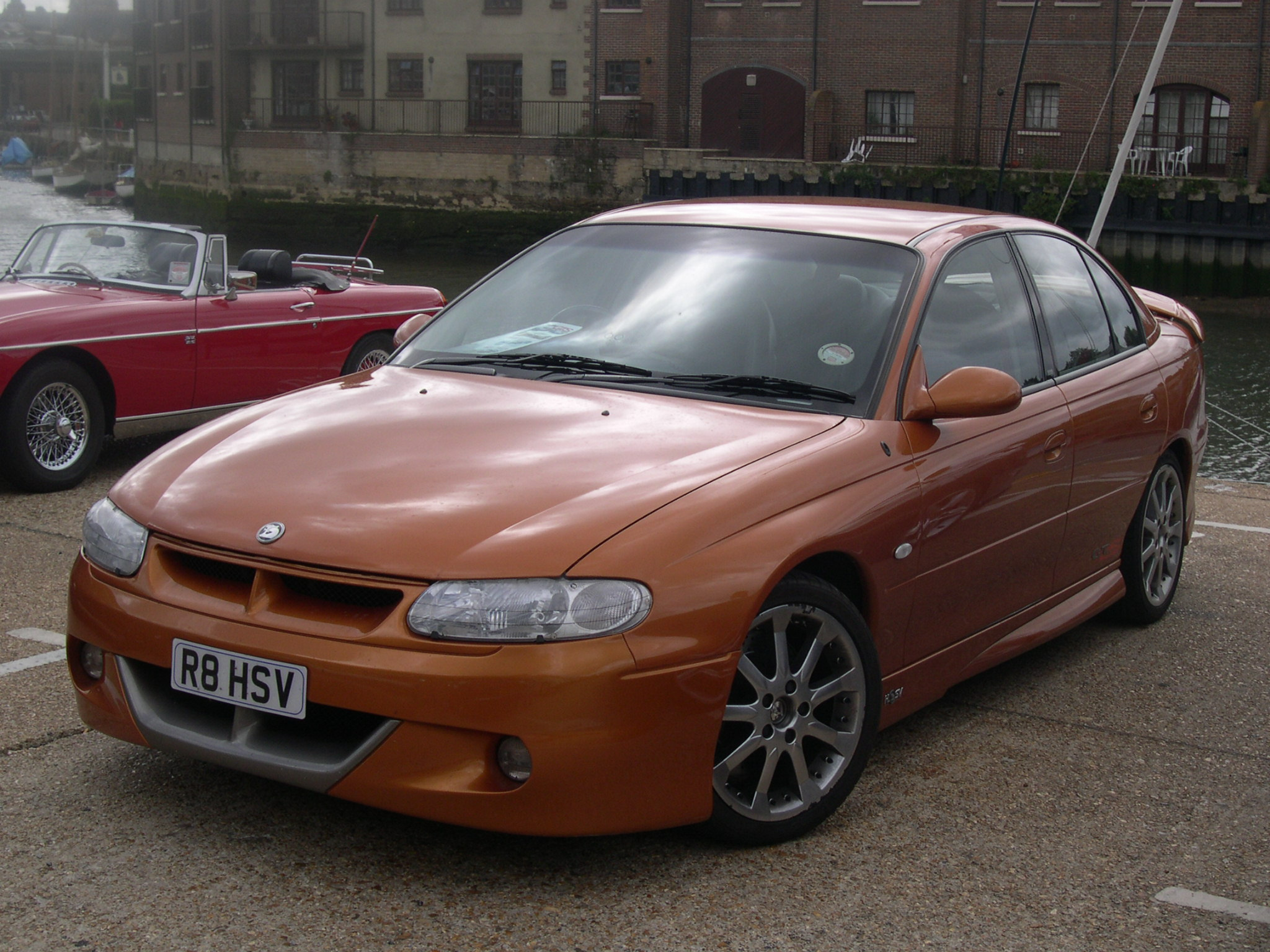
VT GTS

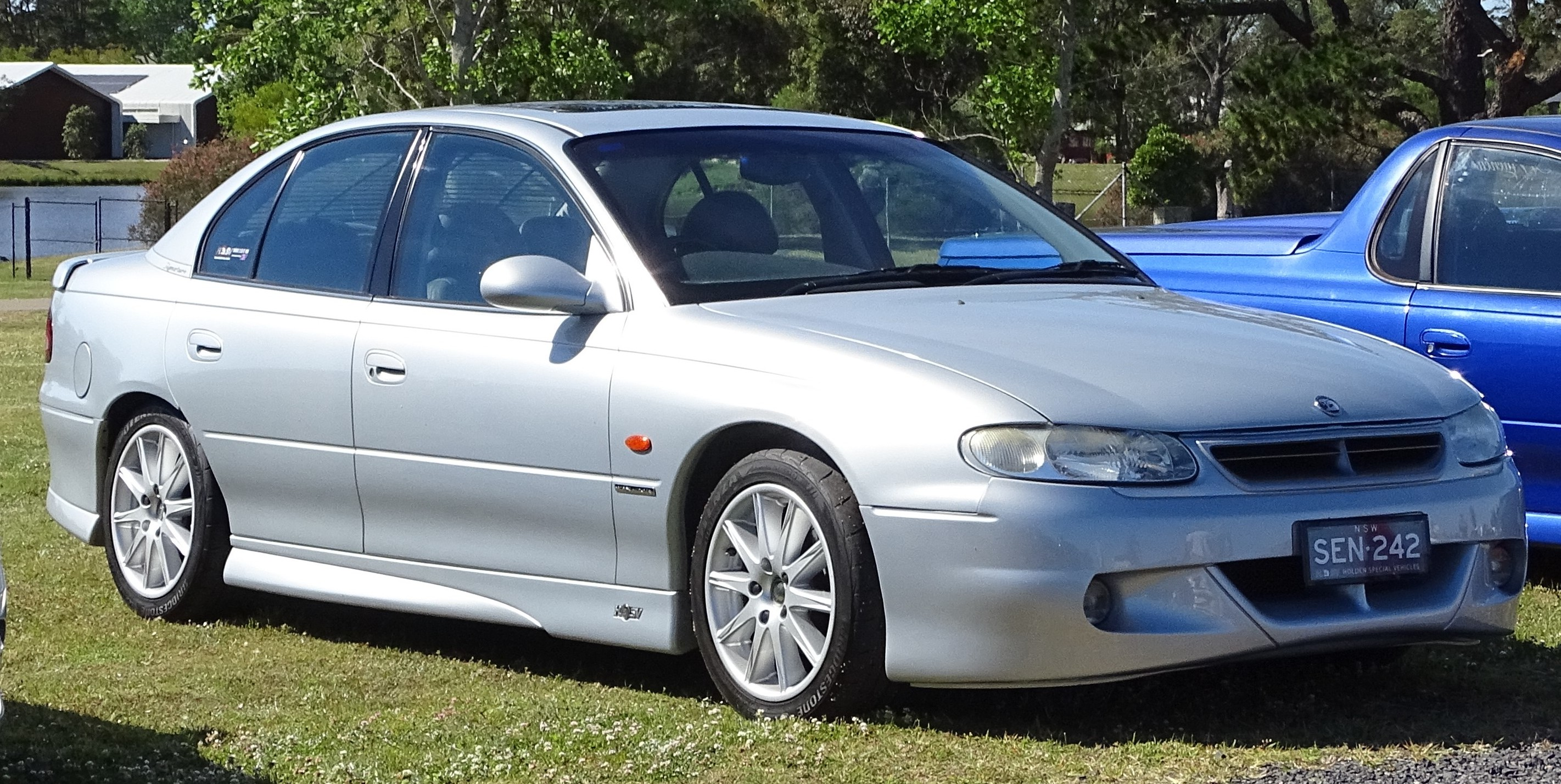
Senator (VT II)

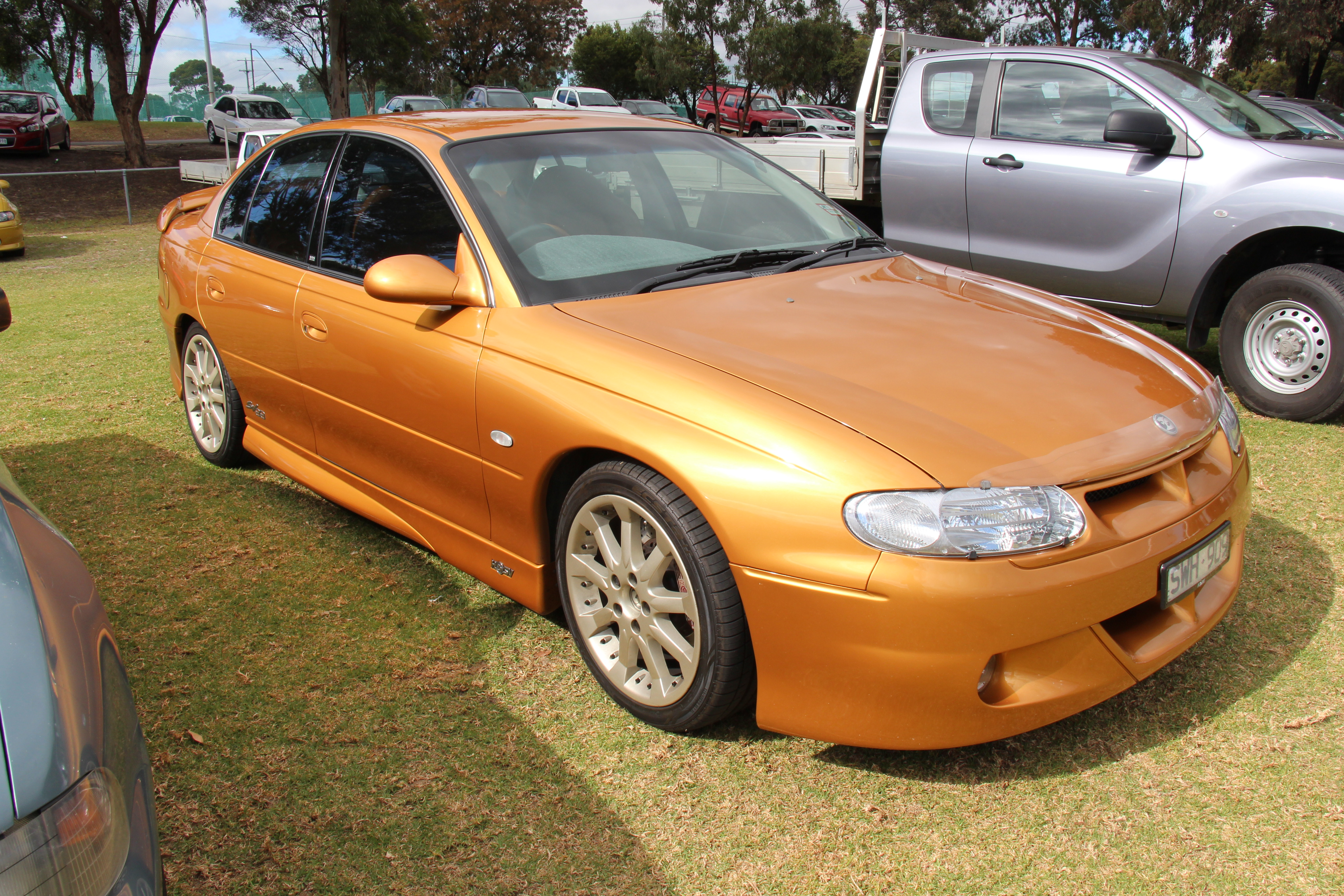
SV99 (VT)

- Senator Signature (на базе Calais)
- Senator Signature (универсал)
- Grange (на базе Caprice)
- Maloo (ют на базе серии VS)
- SV99 (99 единиц, выпускавшихся с 1999 по 2000 год)
- XU8

Модельный ряд VT Series II:
- XU6 (V6)
- Clubsport
- Clubsport R8
- GTS
- Senator Signature
- Grange
- Maloo

### VX/VU

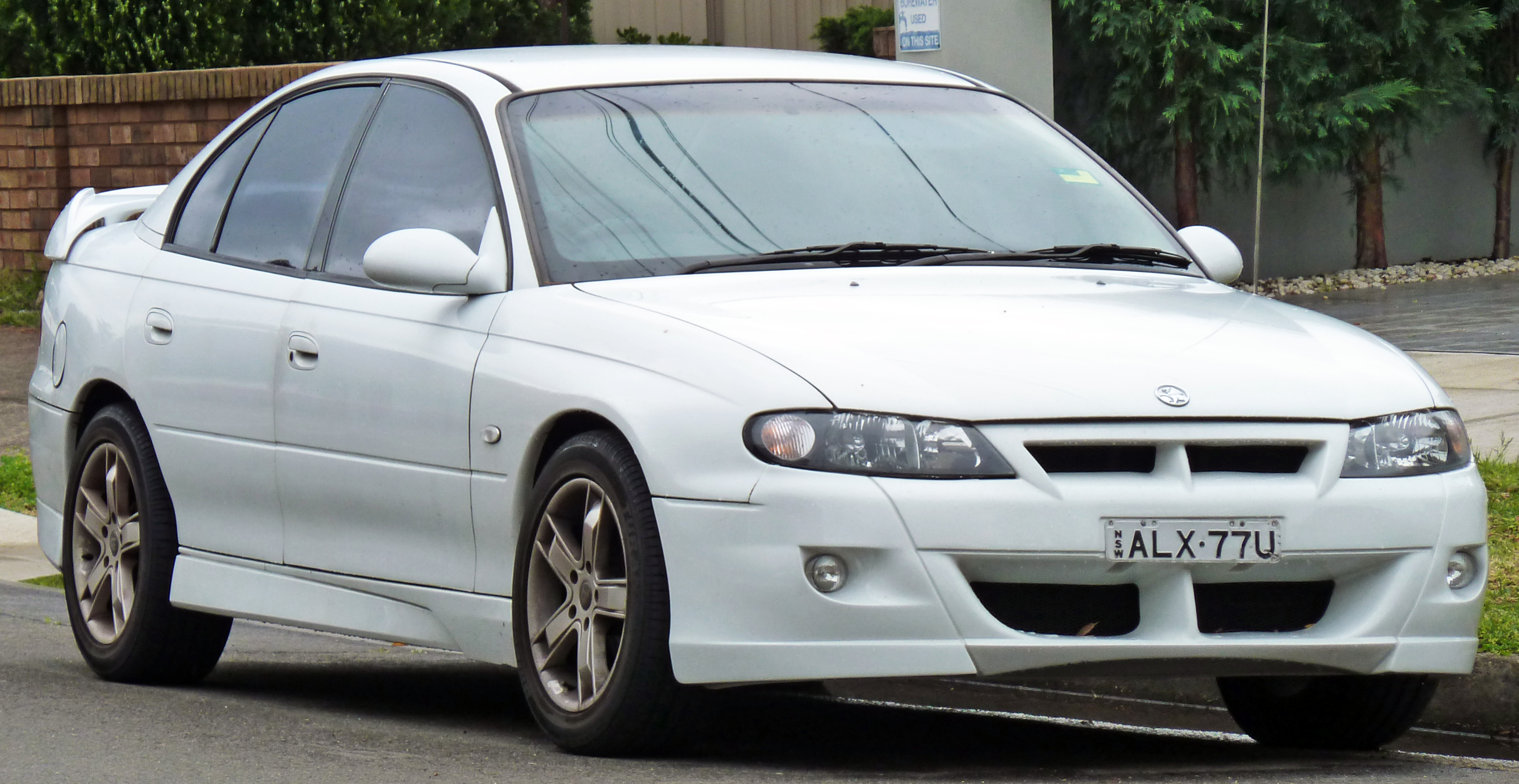
Clubsport (VX)

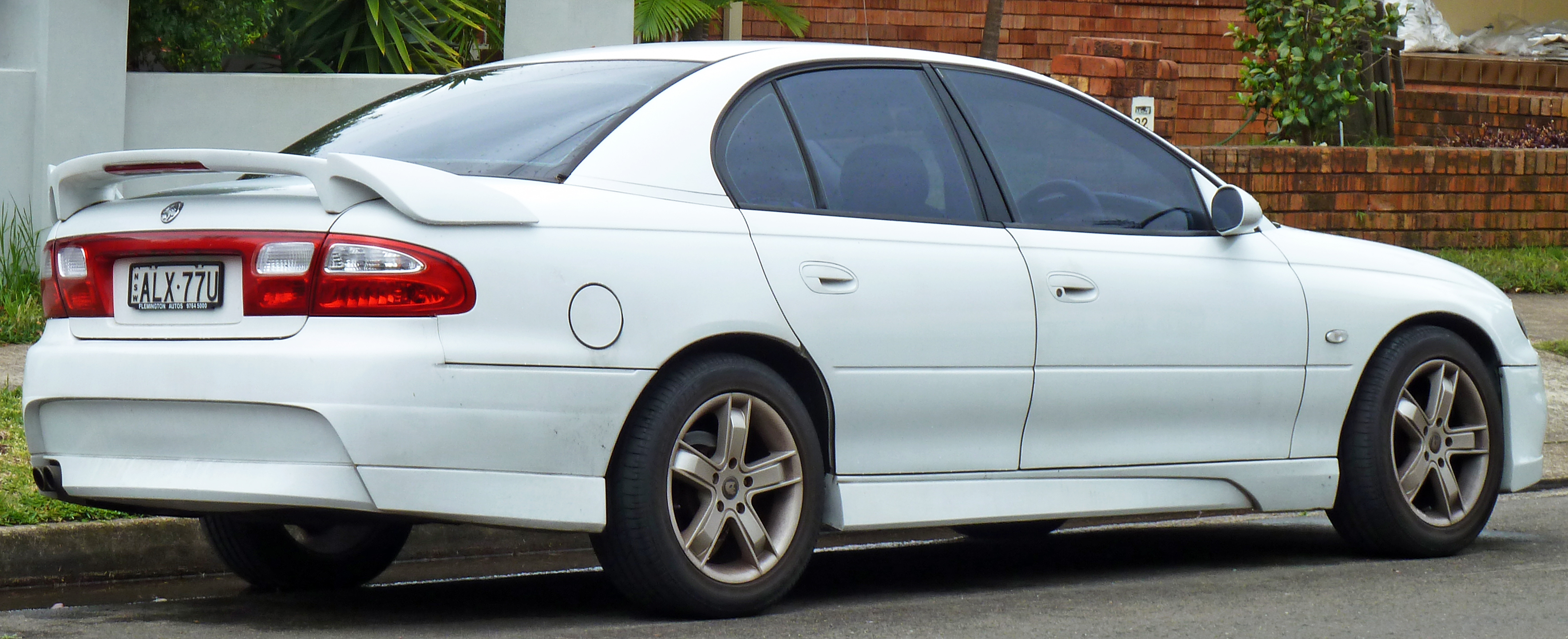
Clubsport (VX)

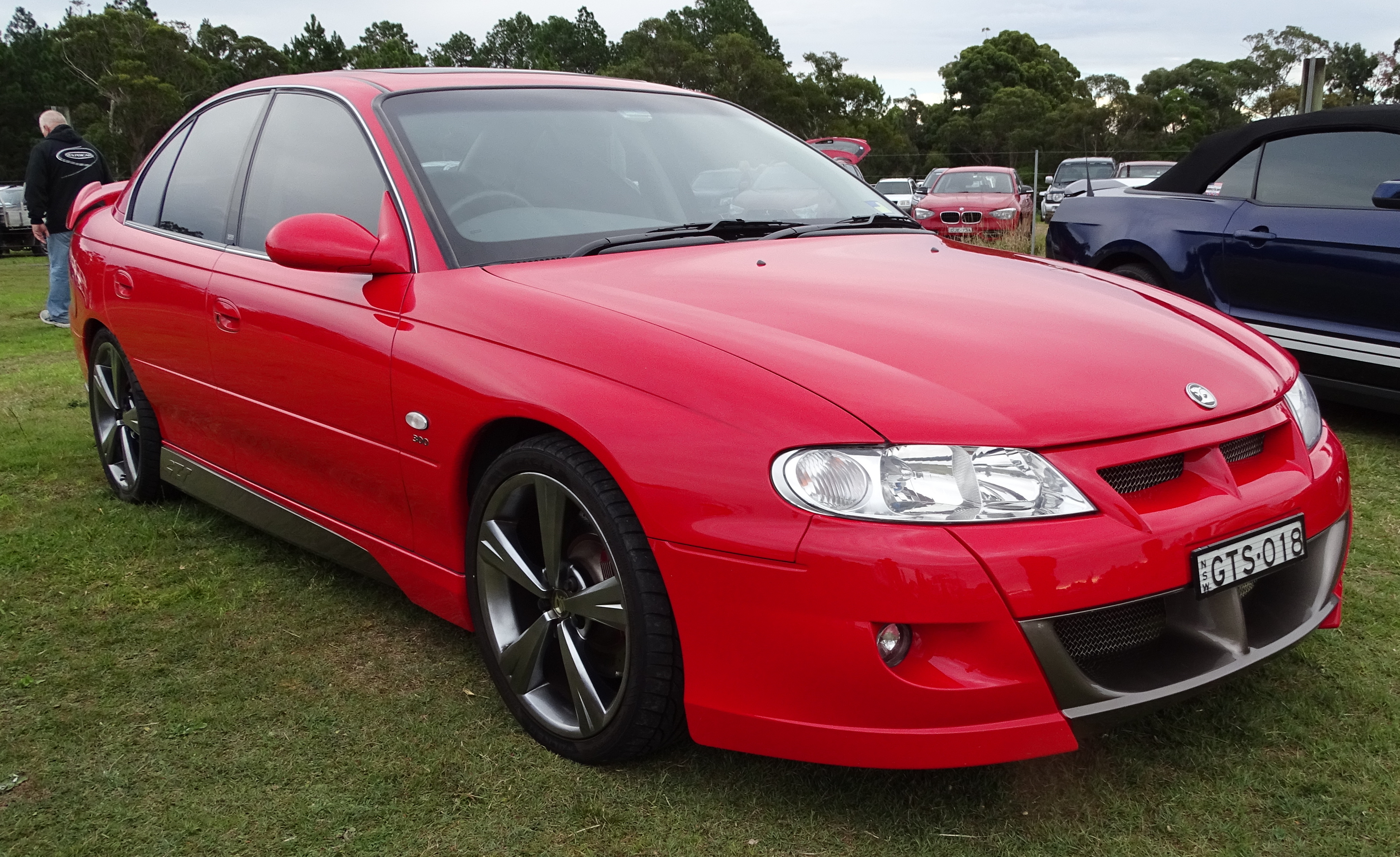
GTS (VX)

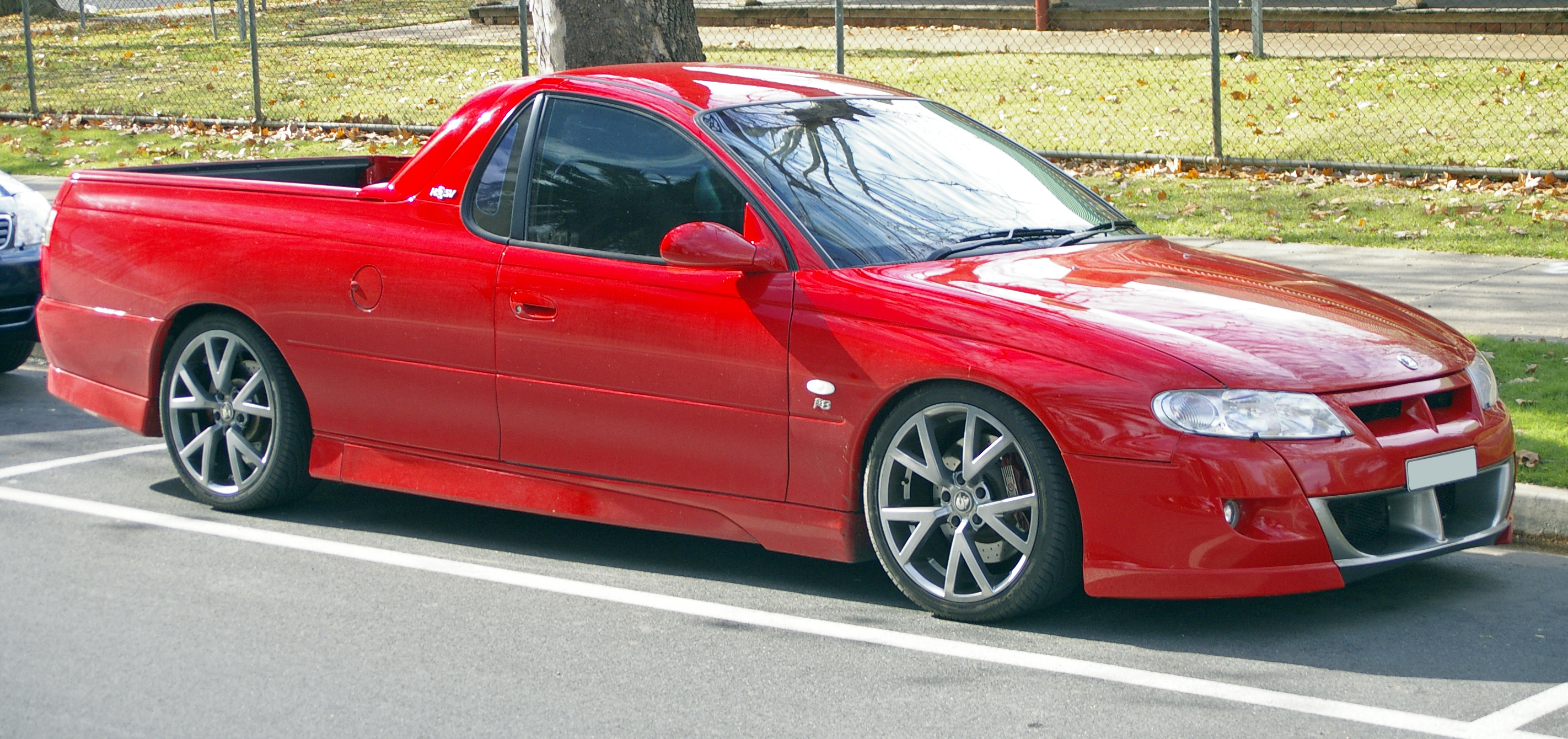
Maloo (VU)

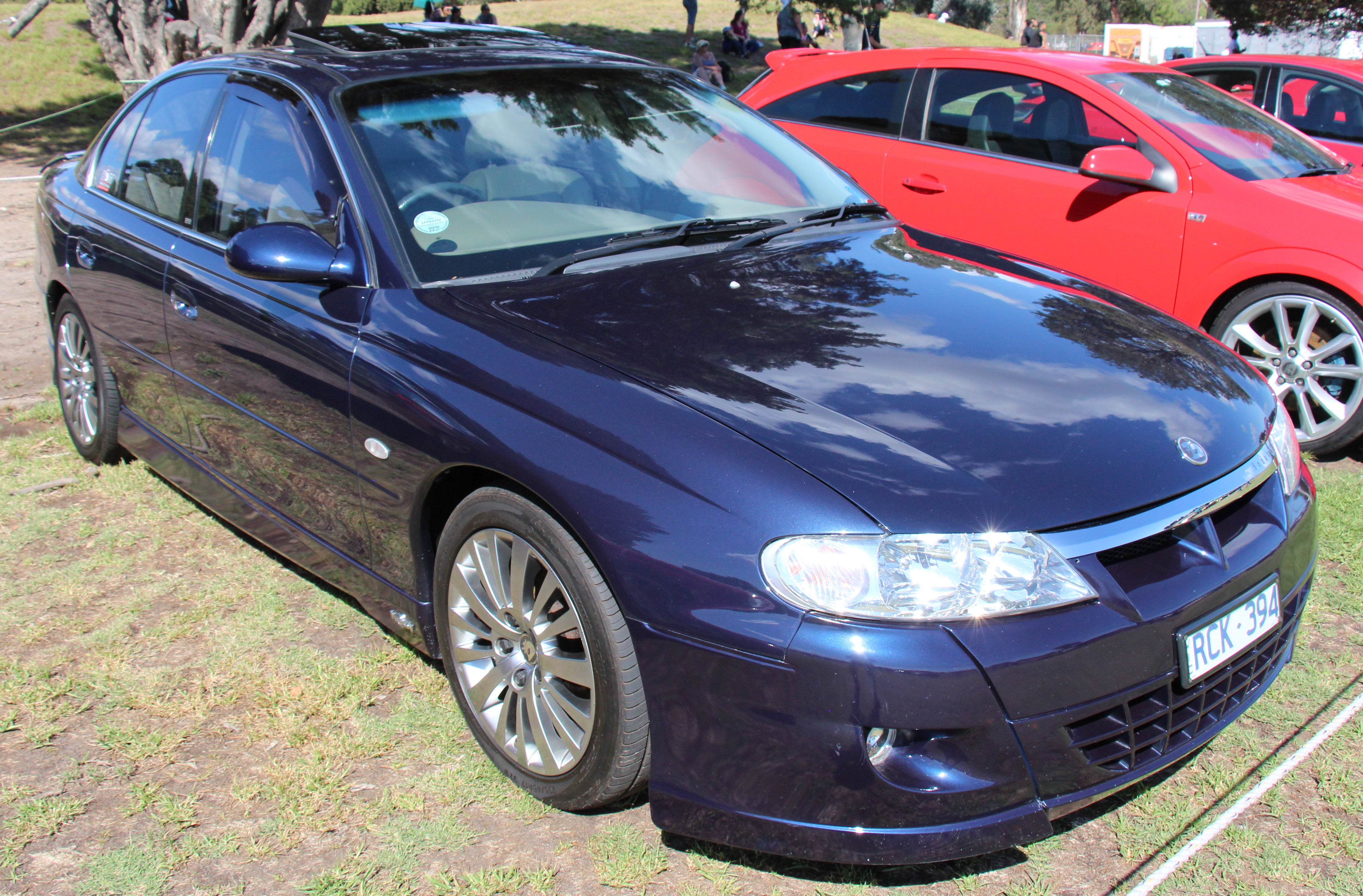
Senator Signature (VX)

Модельный ряд (ранее):
- XU6
- Clubsport
- Clubsport R8
- Senator Signature
- Senator 300
- Grange
- GTS
- Maloo.

Модельный ряд (позднее):
- XU6
- Clubsport
- Clubsport R8
- Senator Signature
- SV300[15]
- Grange
- Coupé GTO[16]
- Coupé GTS
- Maloo
- Maloo R8
- XU6-Maloo

### Y Series

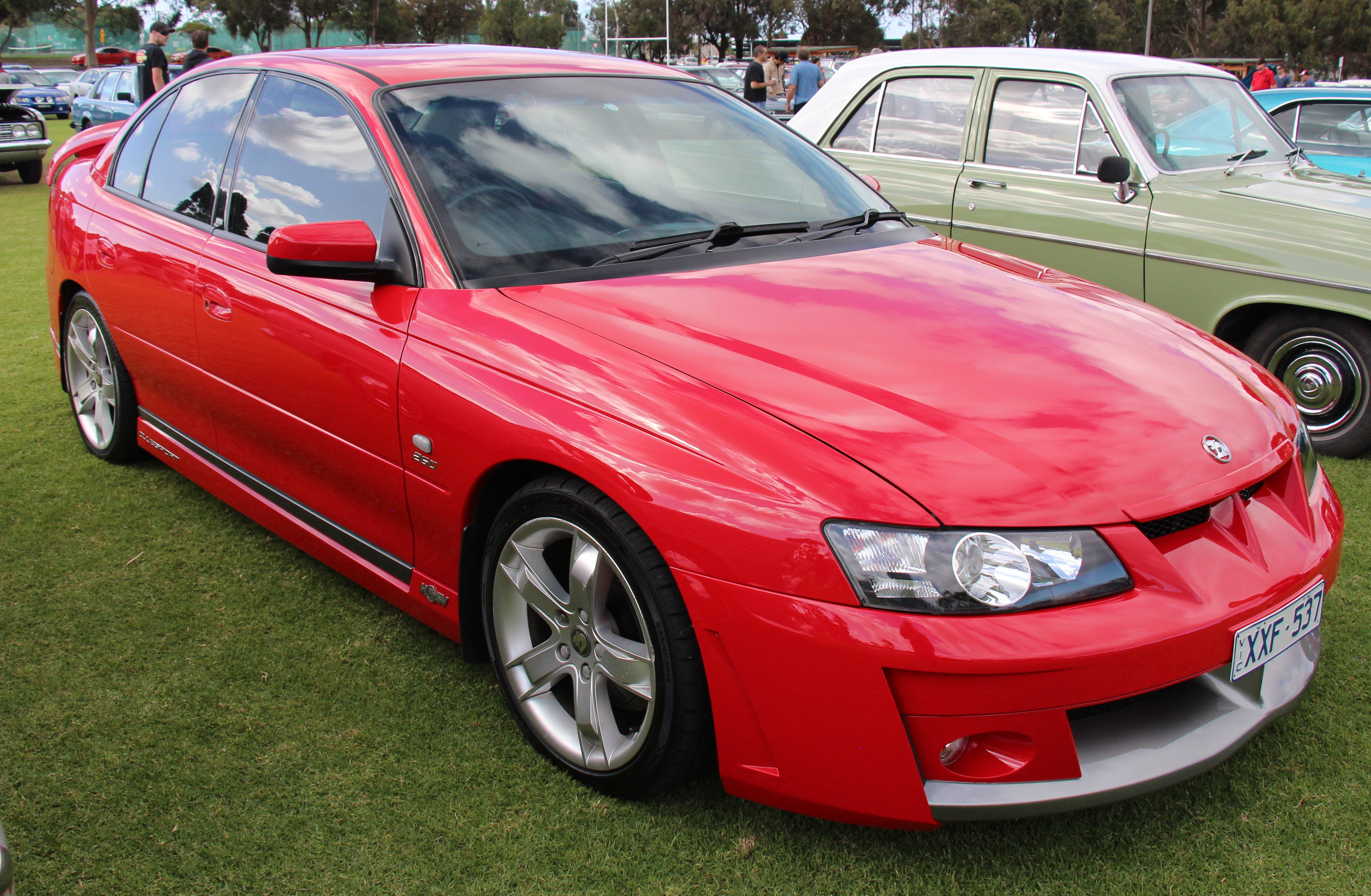
VY Clubsport

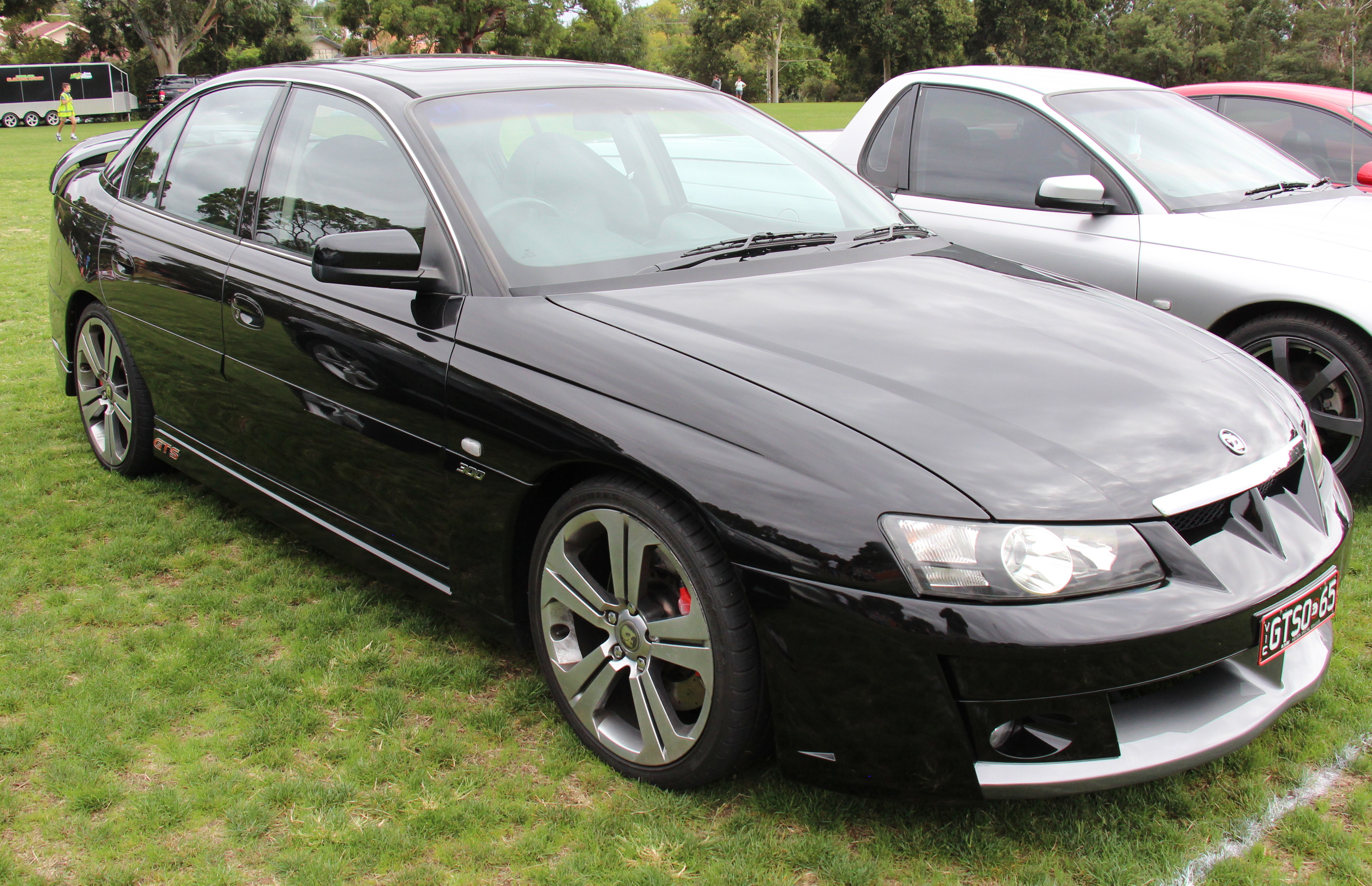
VY GTS

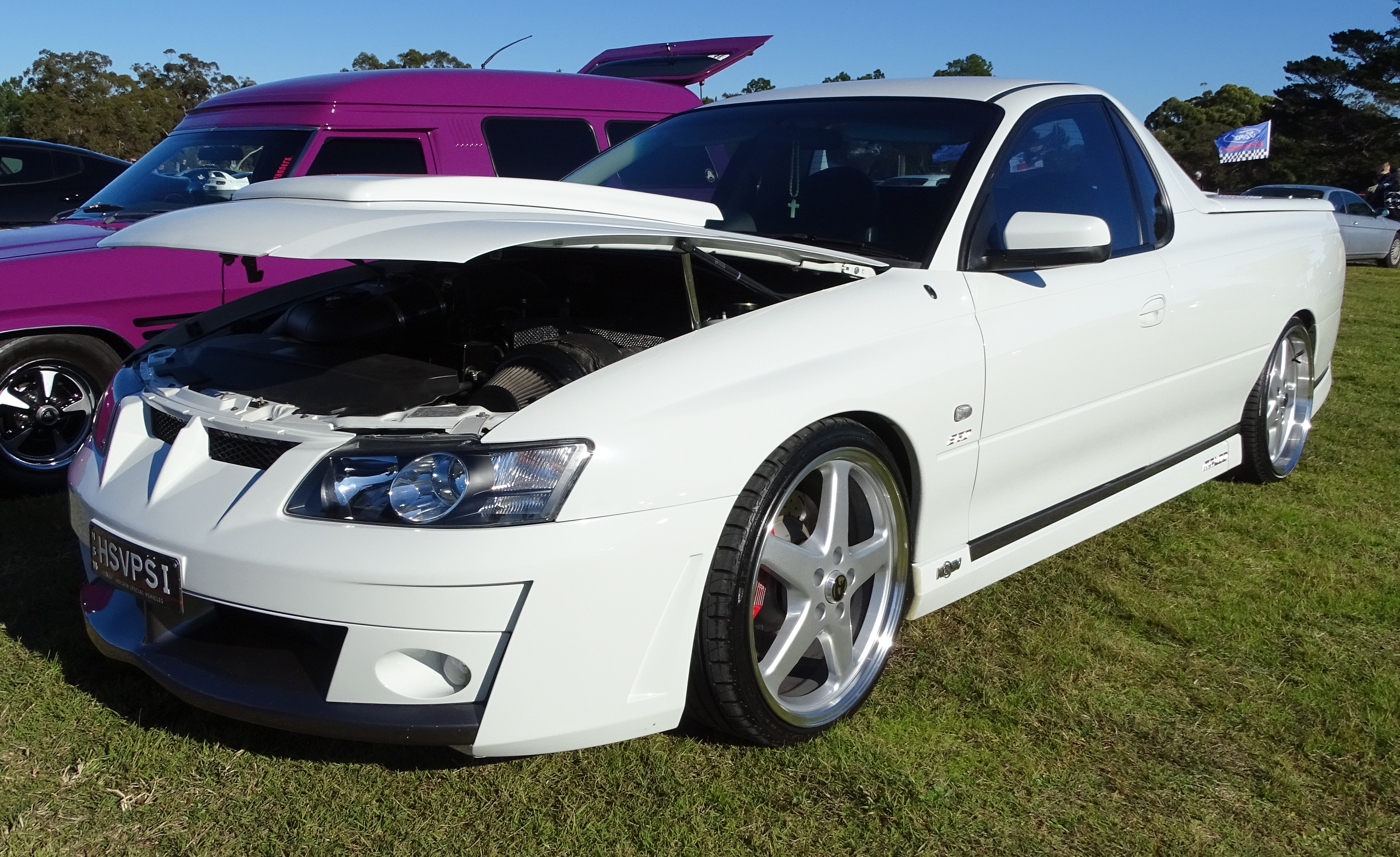
Maloo (VY)

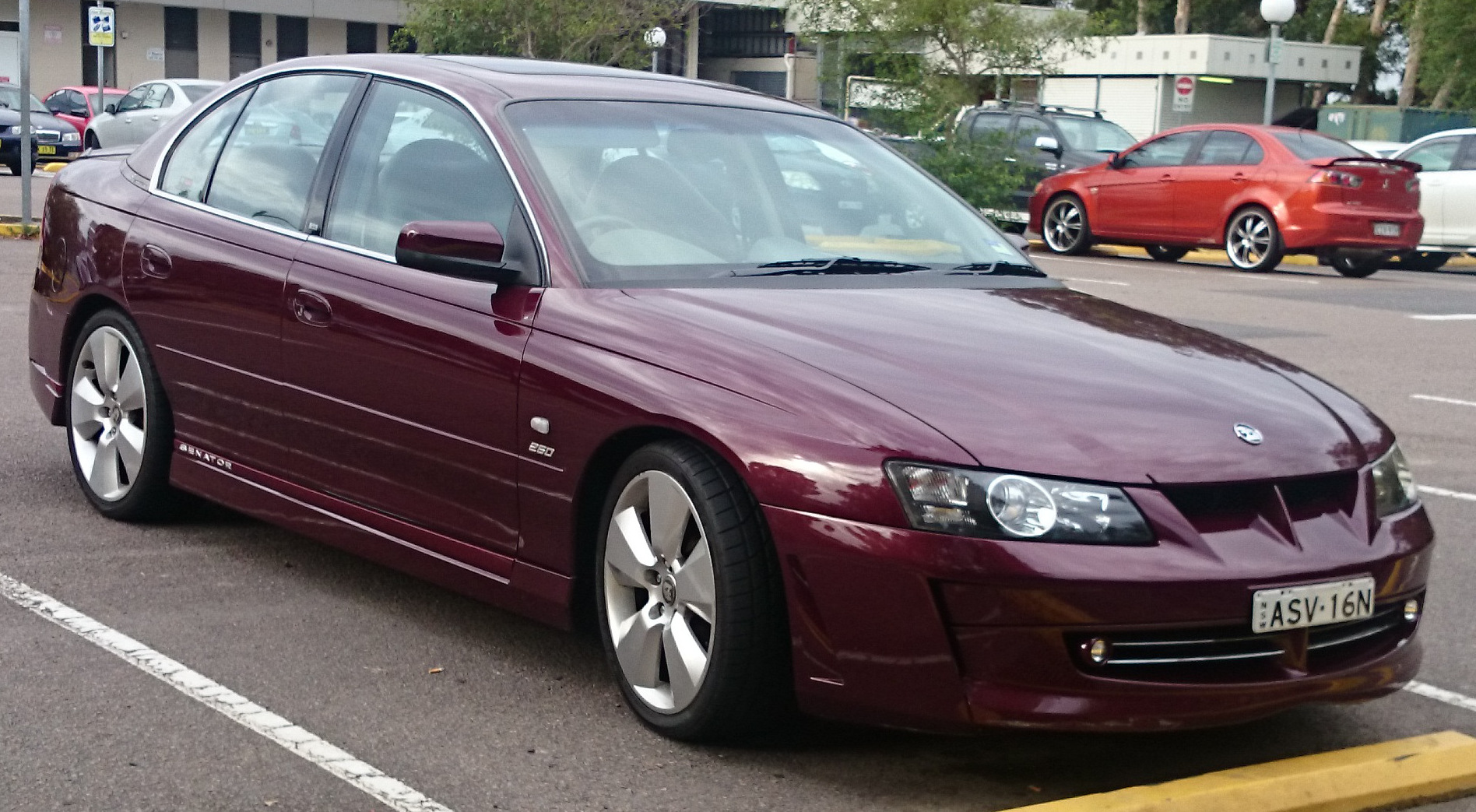
Senator

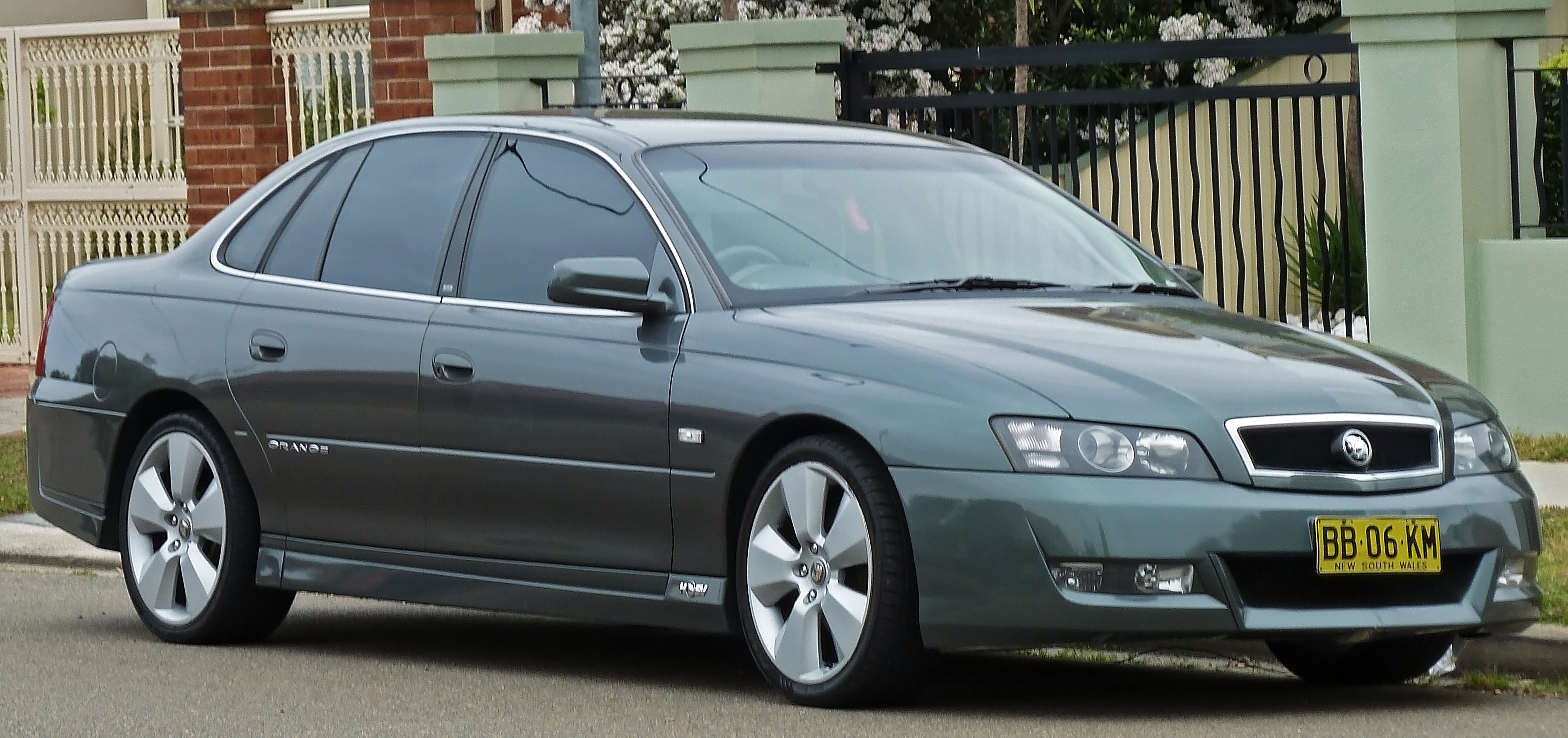
Grange

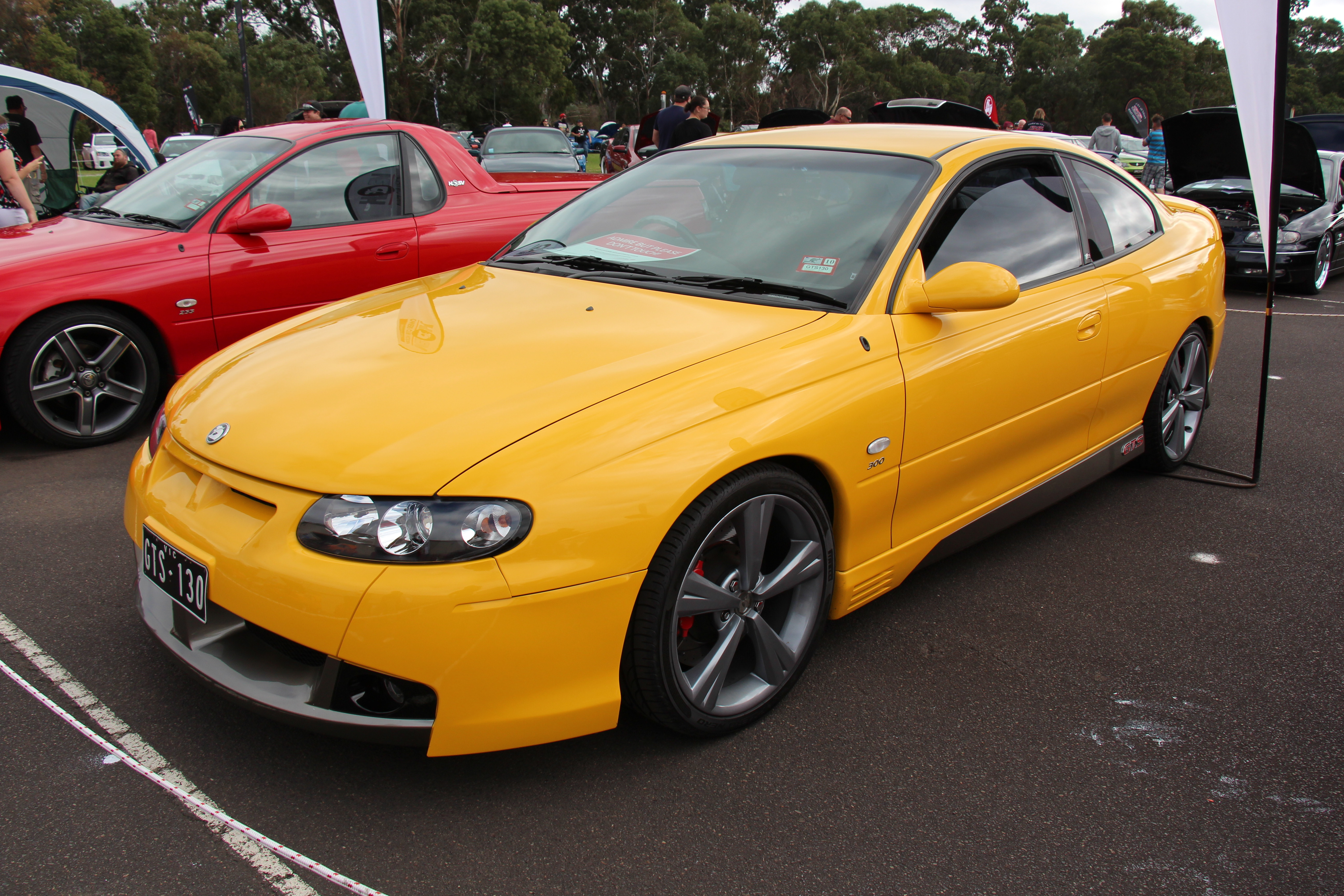
GTS Coupe (V2)

Модельный ряд:
- Clubsport
- Clubsport R8
- GTS
- Senator
- Senator Signature
- Grange
- Coupé GTO
- Coupé GTS
- Maloo
- Maloo R8
- Avalanche (AWD)

#### Y II Series
Модельный ряд:
- Clubsport
- Clubsport R8
- Clubsport SE[17]
- GTS
- Senator
- Senator Signature
- Grange
- Coupé GTO
- Coupé GTS
- Coupé4 (AWD)
- Maloo
- Maloo R8
- Avalanche
- Avalanche XUV (AWD)

### Z Series
Модельный ряд:
- Clubsport
- Clubsport R
- Clubsport R8
- Clubsport R8 Holden Racing Team
- Clubsport R8 Toll HSV Dealer Team
- SV6000
- Grange
- Senator
- Senator Skaife Signature
- Coupé GTO
- Coupé4 AWD
- Coupé GTO LE
- Coupé Signature
- Maloo
- Maloo R8
- Maloo R8 15th Anniversary
- Avalanche
- Avalanche XUV

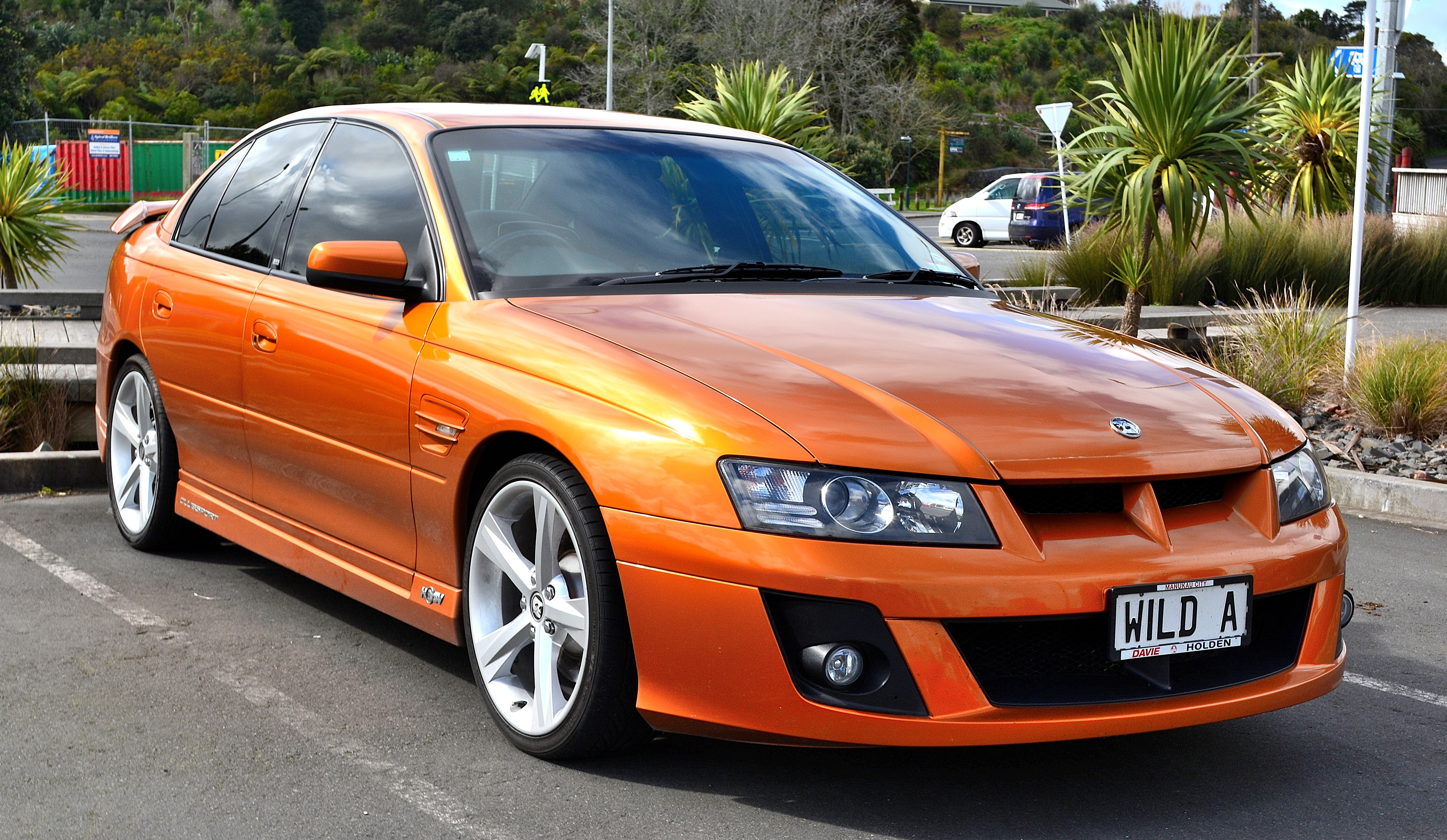
Clubsport

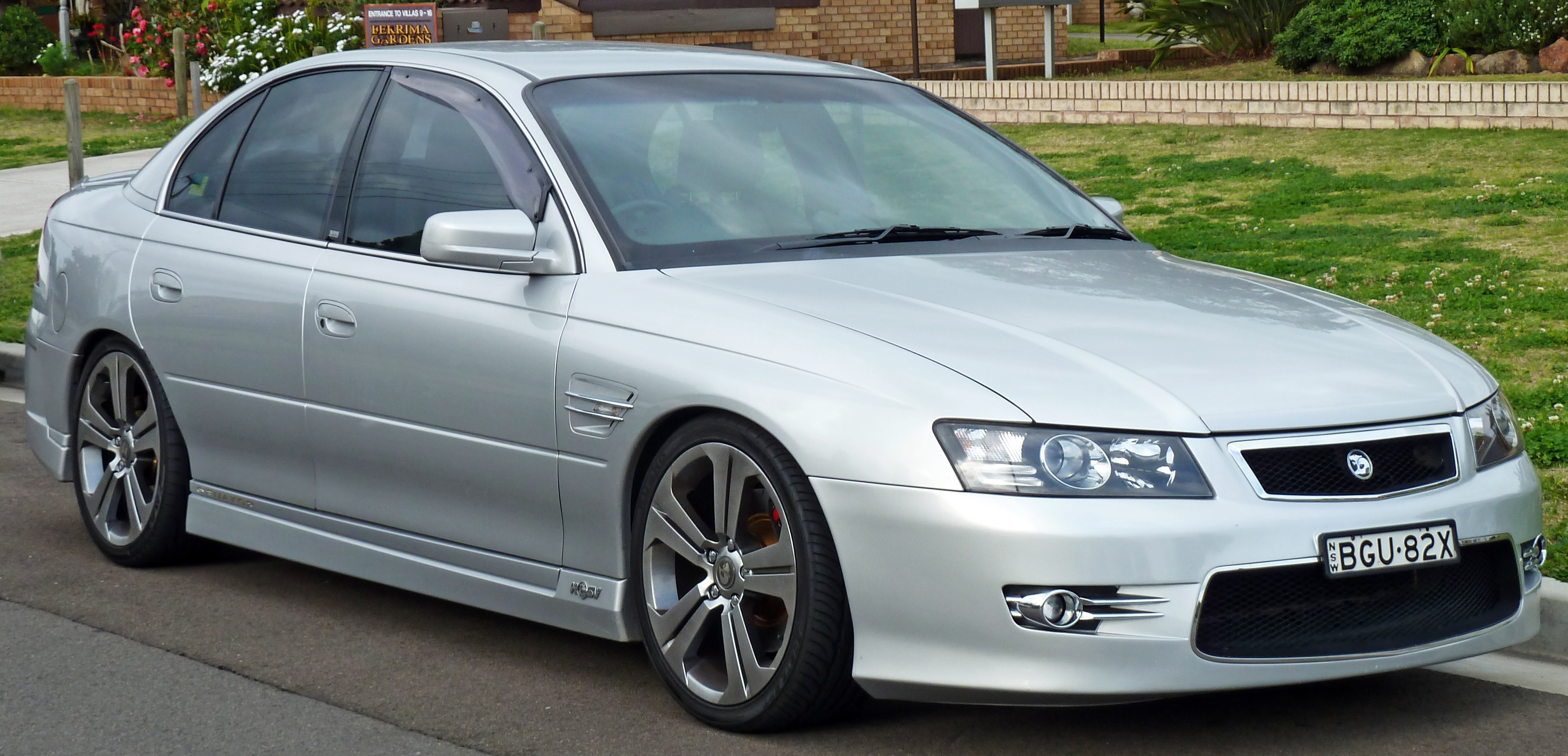
Senator

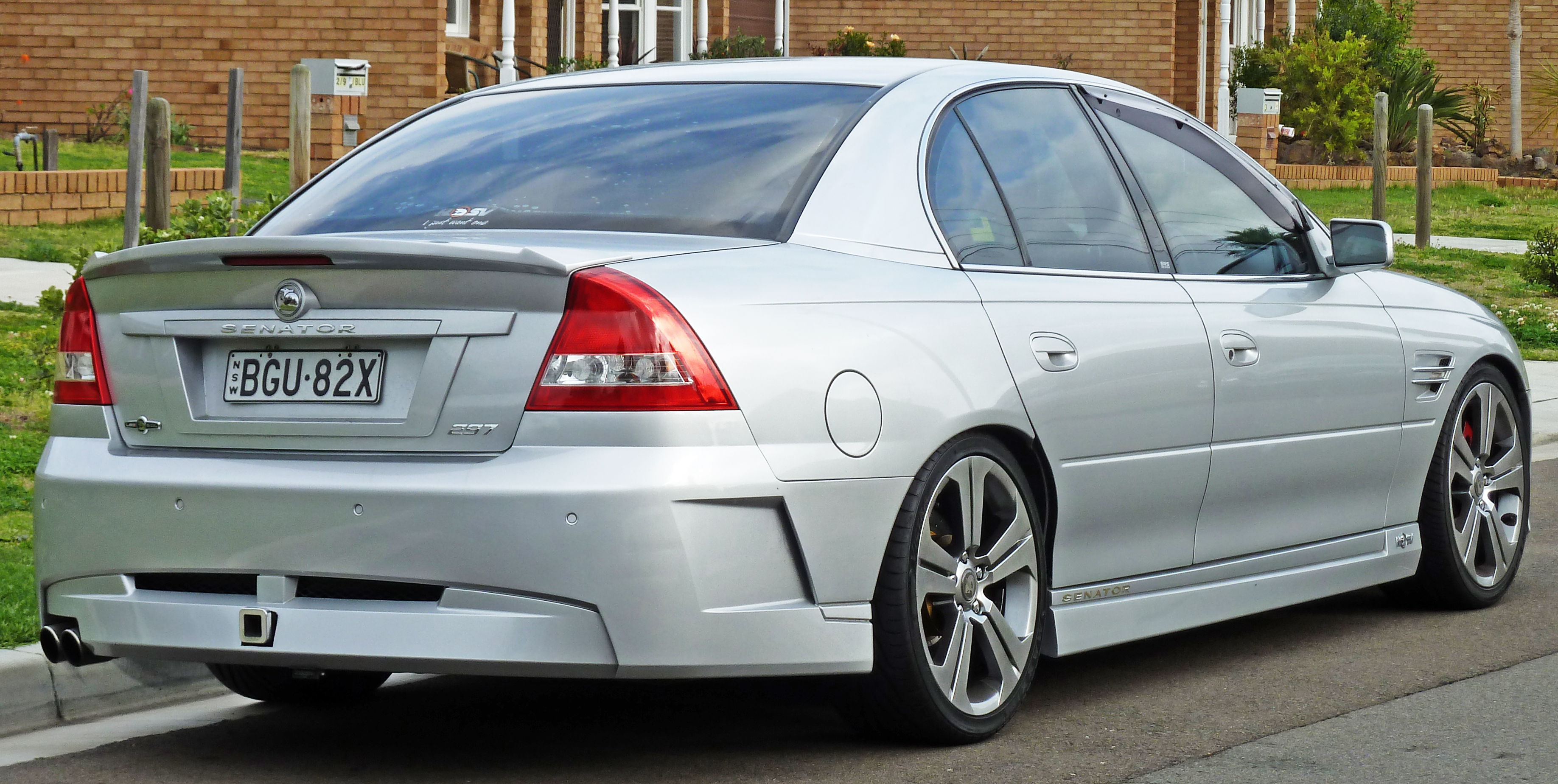
Senator

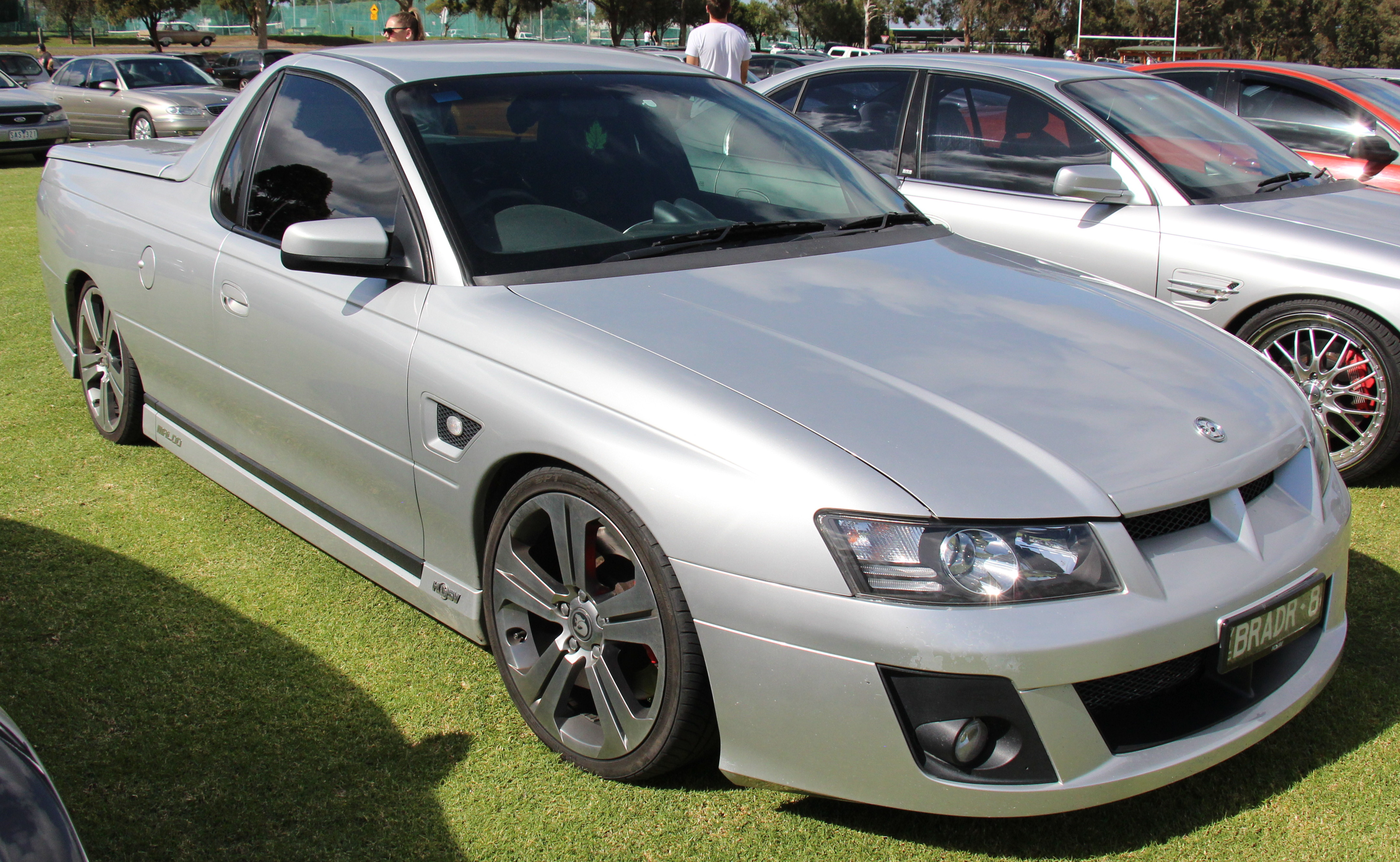
Maloo

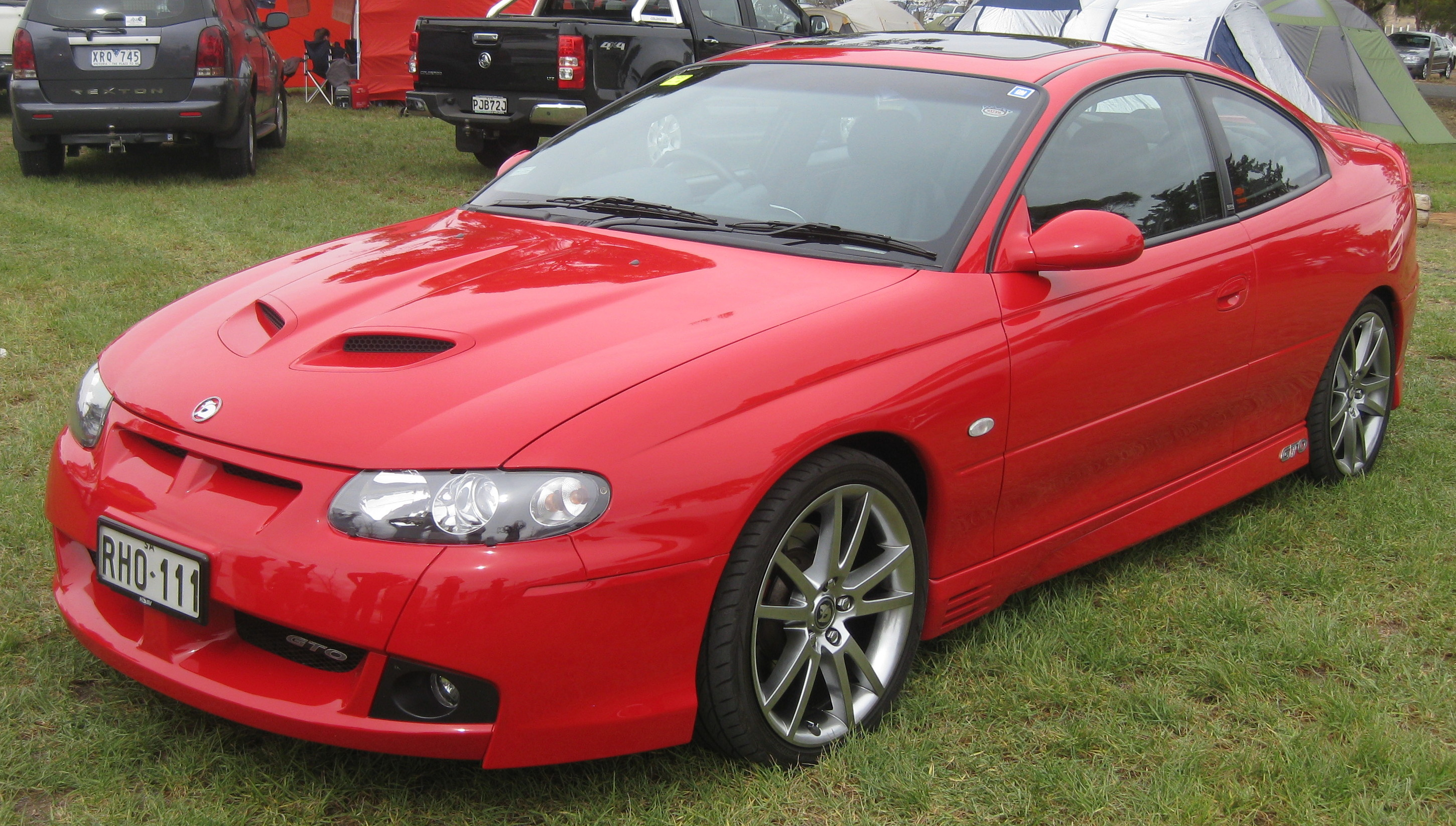
Coupe GTO

- Crewman SS Thunder (4 поколение, 6,0 л)

### E Series
Модельный ряд:
- Clubsport R8

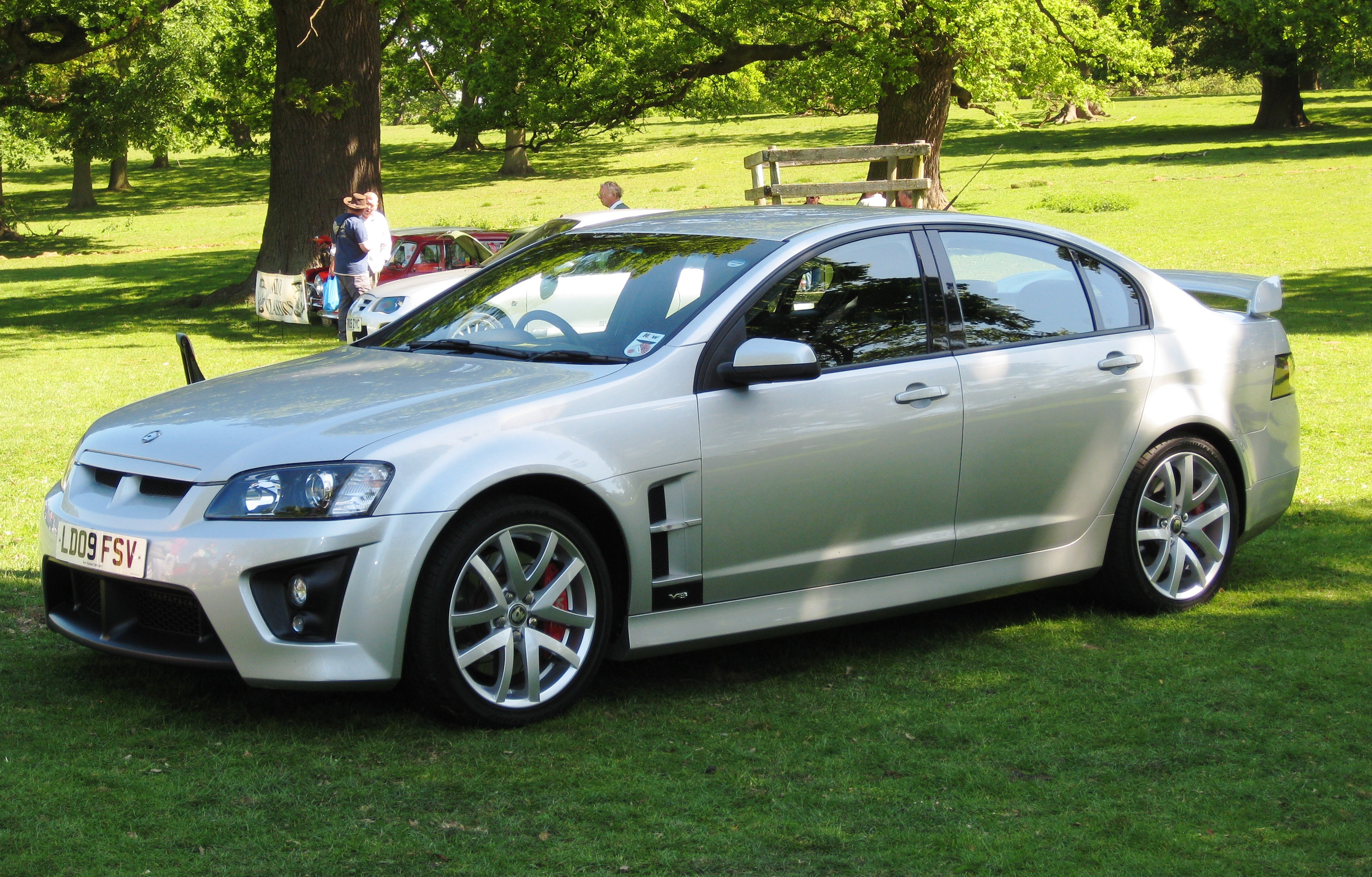
Clubsport R8 (E Series)

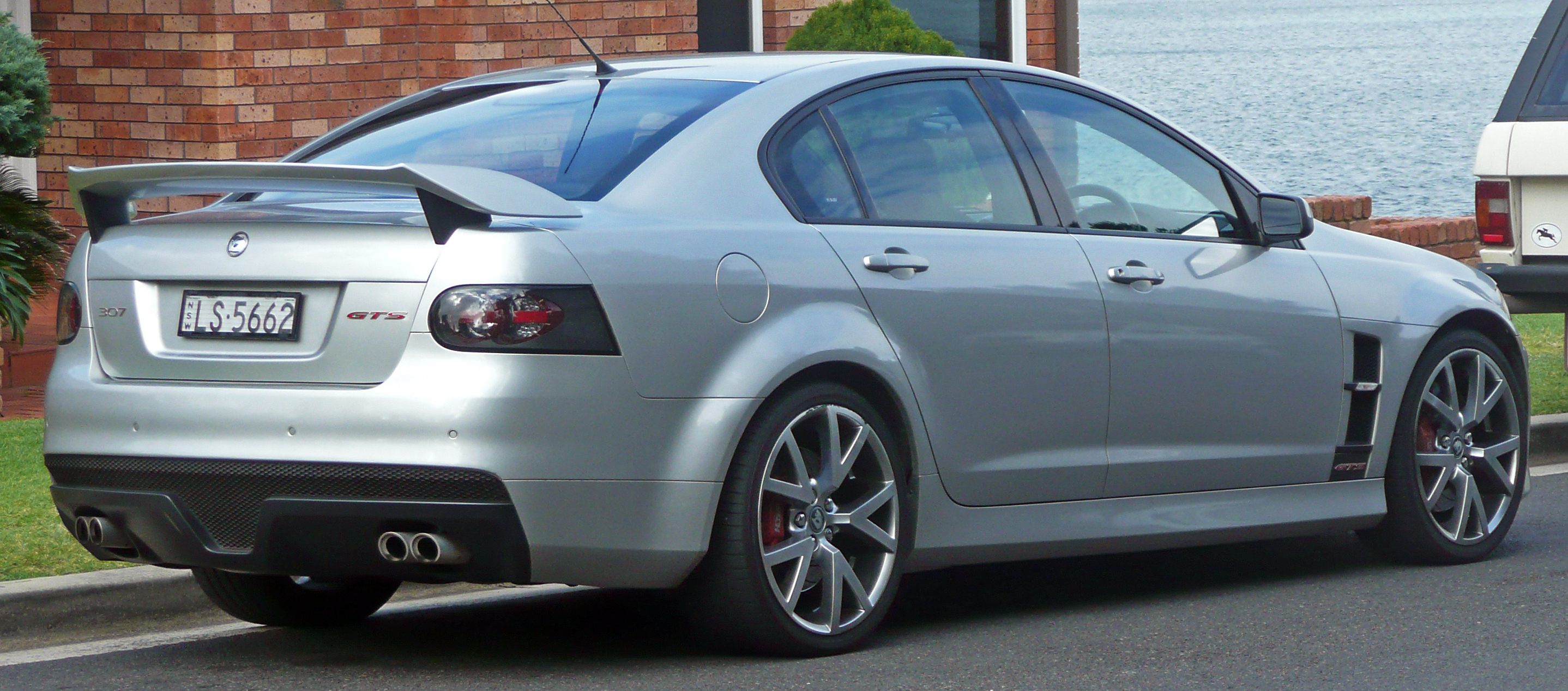
GTS (E Series)

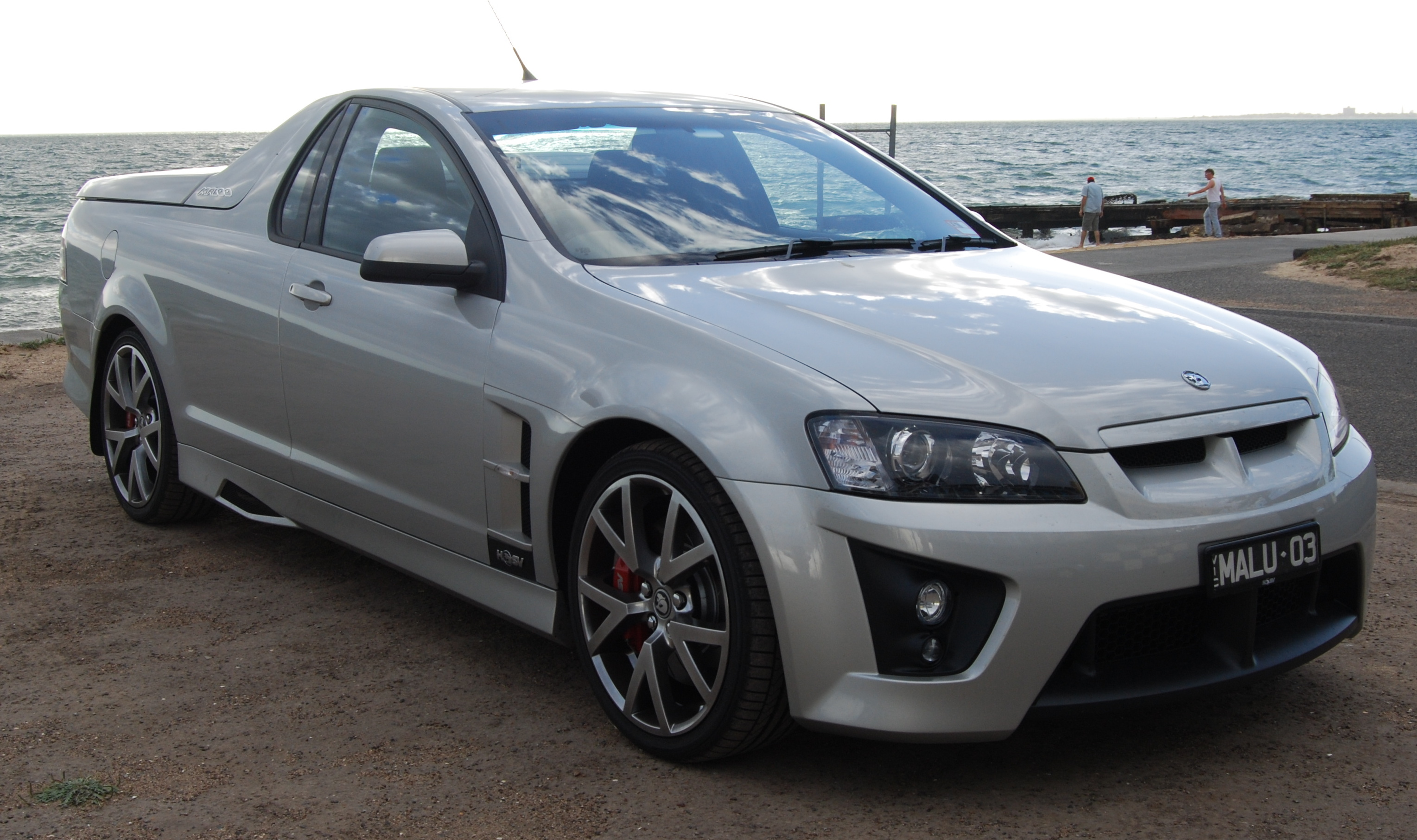
Maloo (VE)

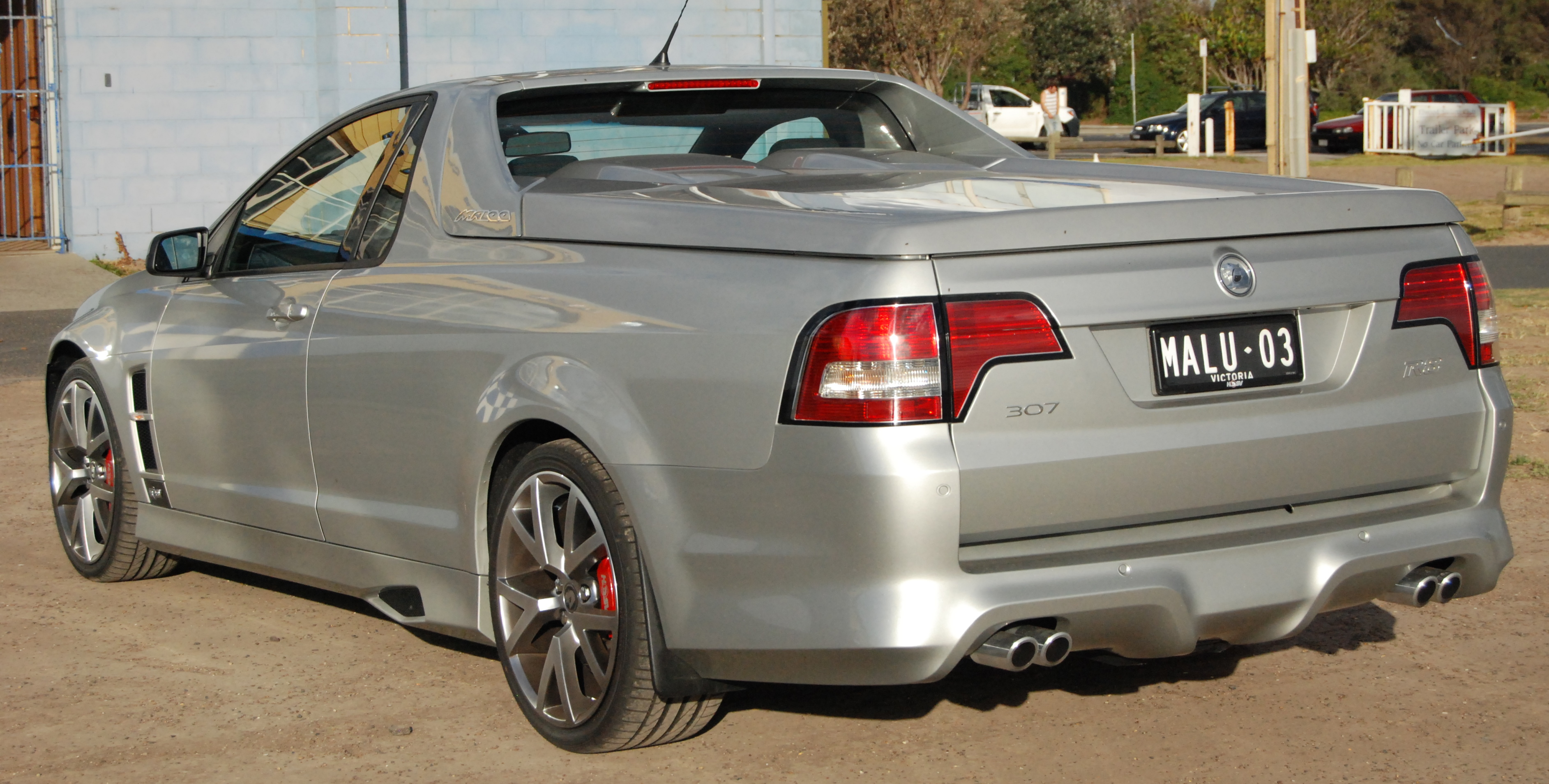
Maloo (VE)

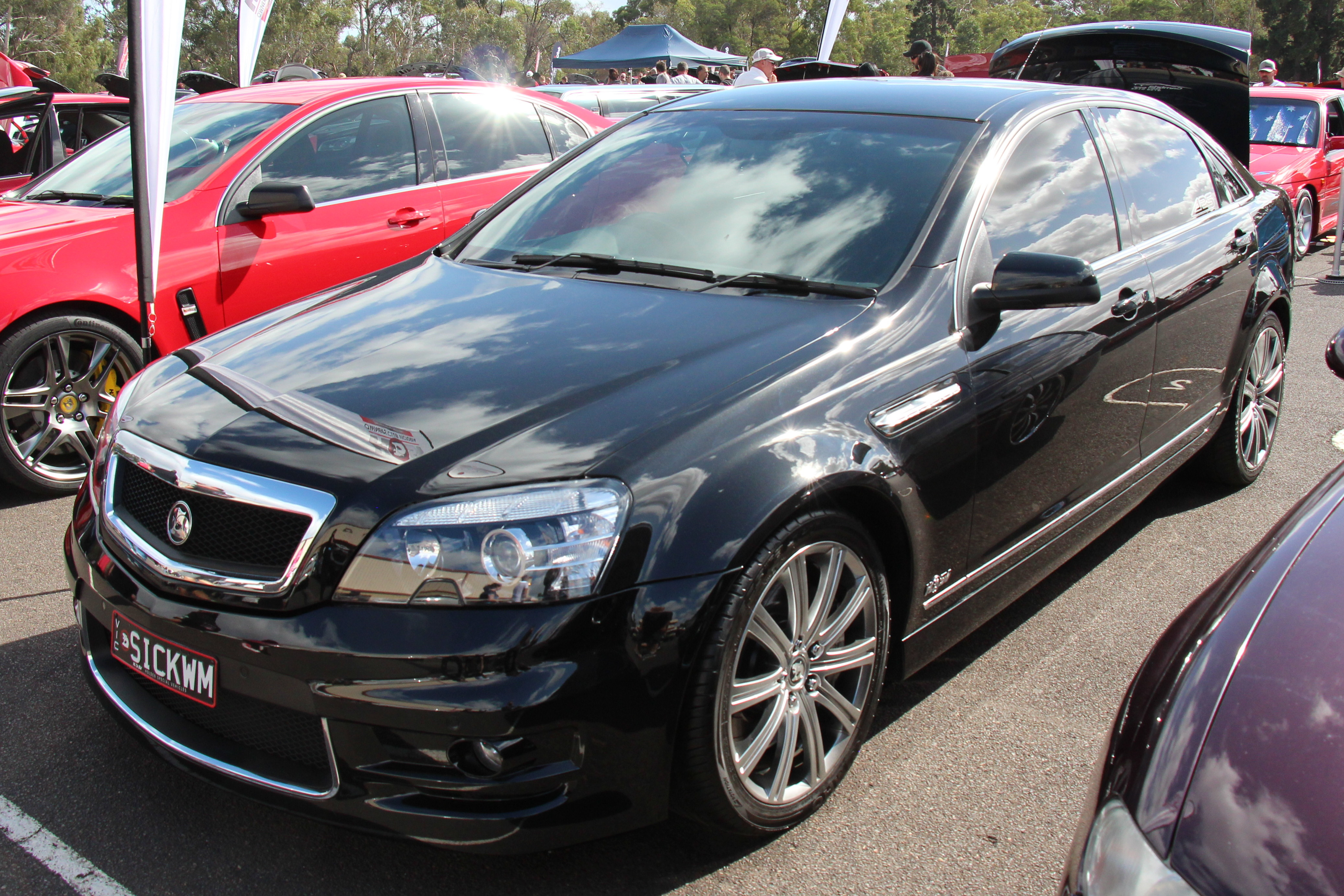
Grange (E Series)

- Clubsport R8 20th Anniversary Edition
- Clubsport R8 Tourer
- Clubsport GXP[20]
- GTS
- W427
- Senator Signature
- Senator SV08
- Grange
- Maloo R8
- Maloo GXP

#### E Series 2

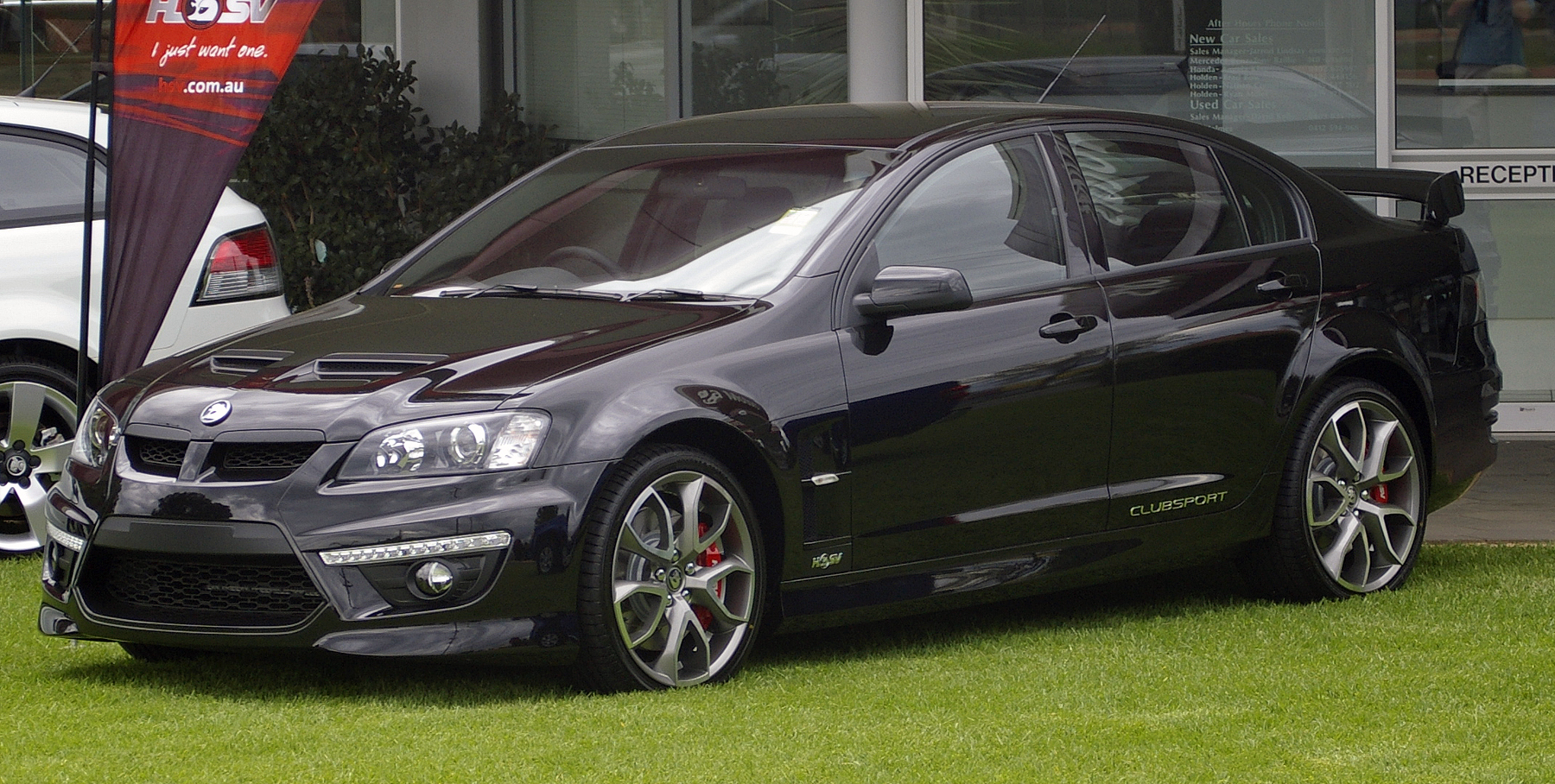
Clubsport (E Series 2)

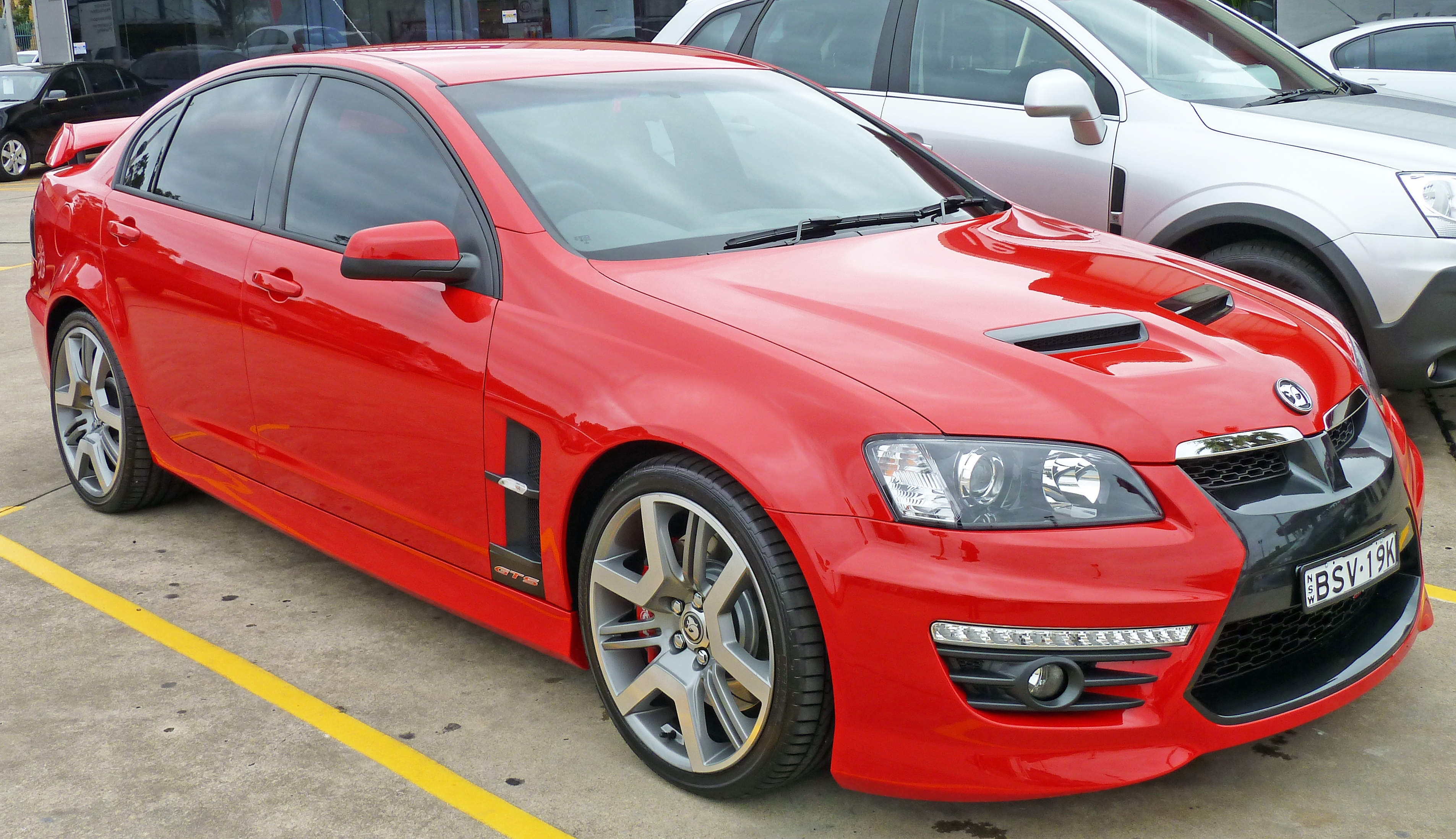
GTS (E Series 2)

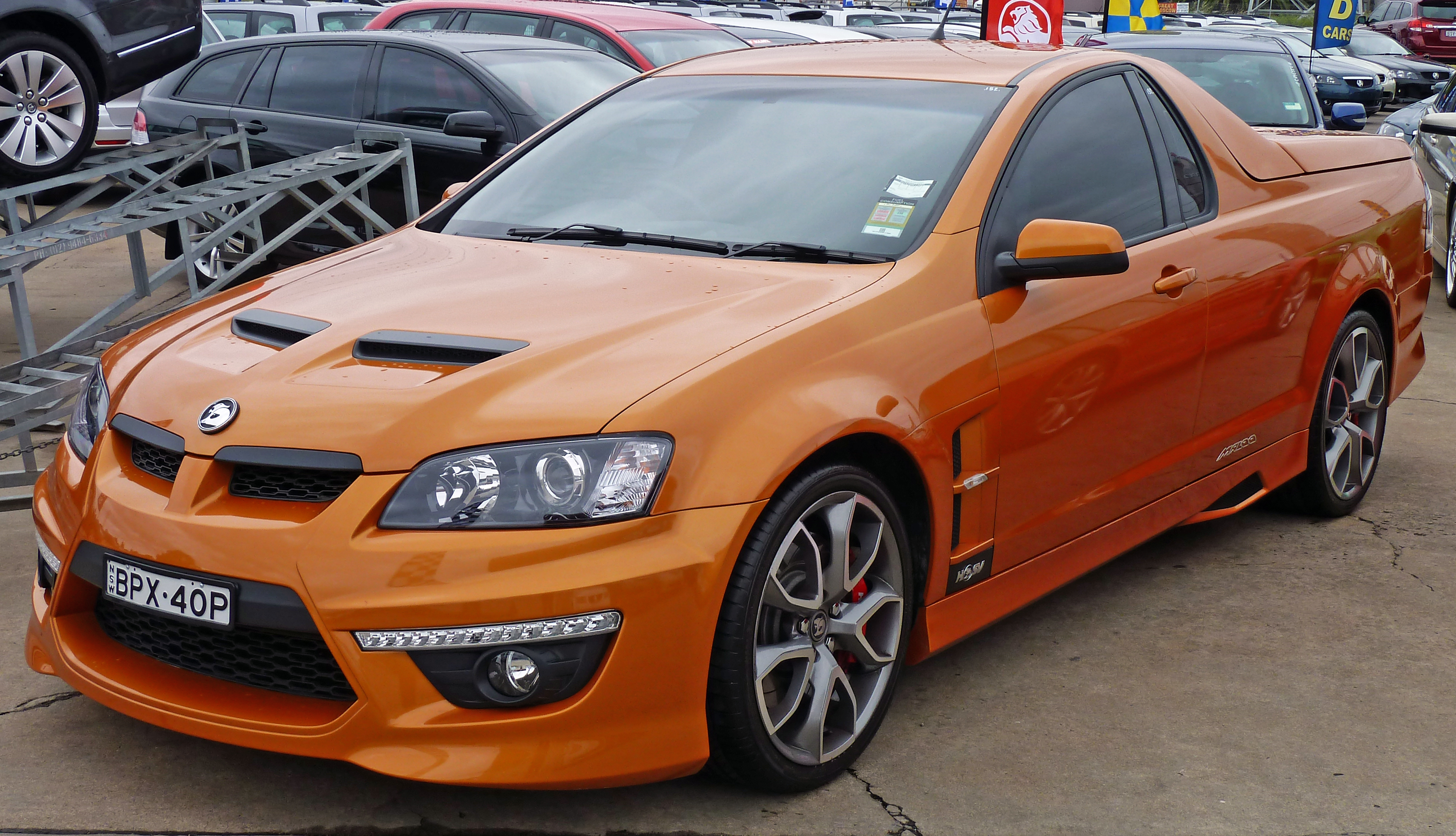
Maloo R8 (E Series 2)

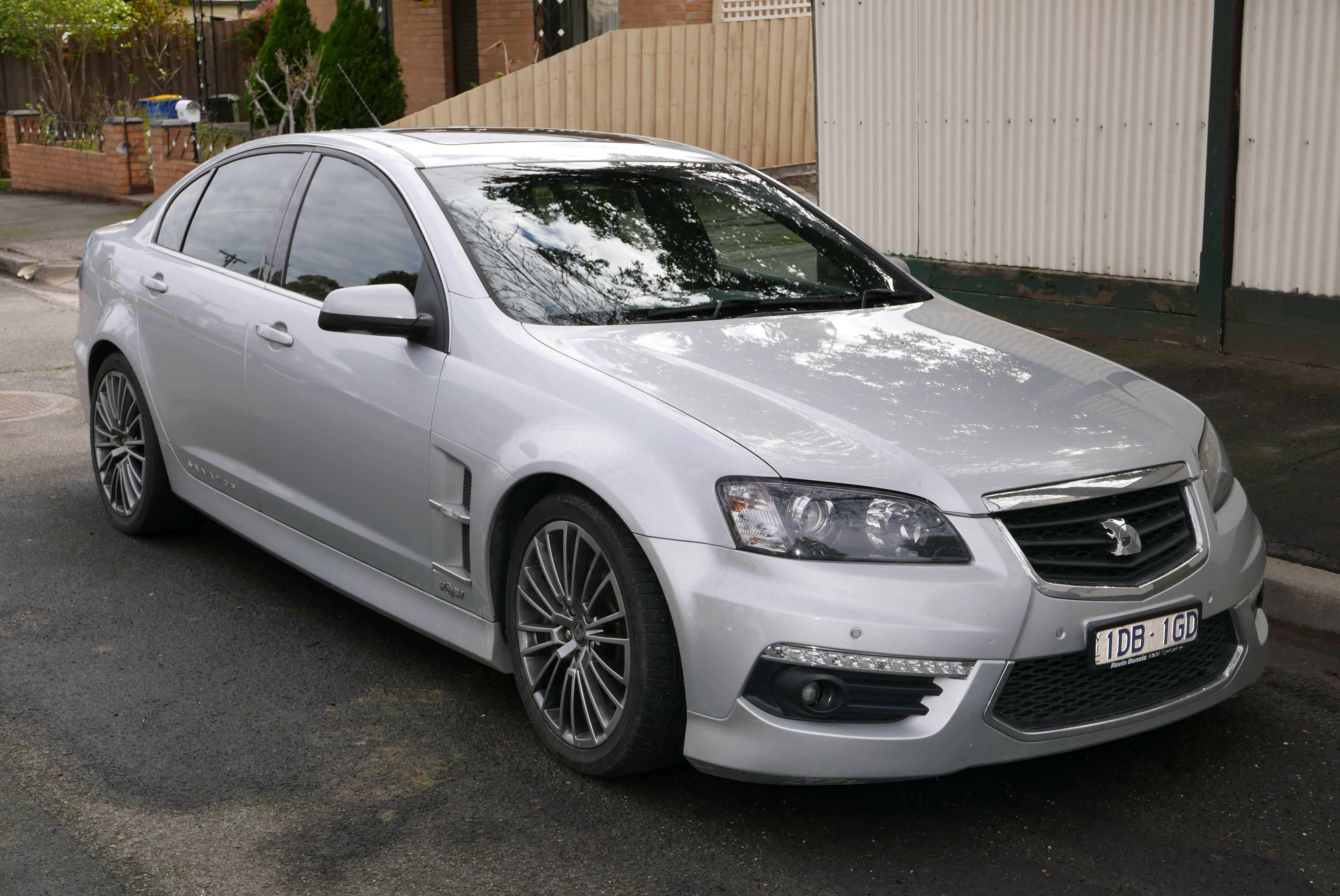
Senator (E Series 2)

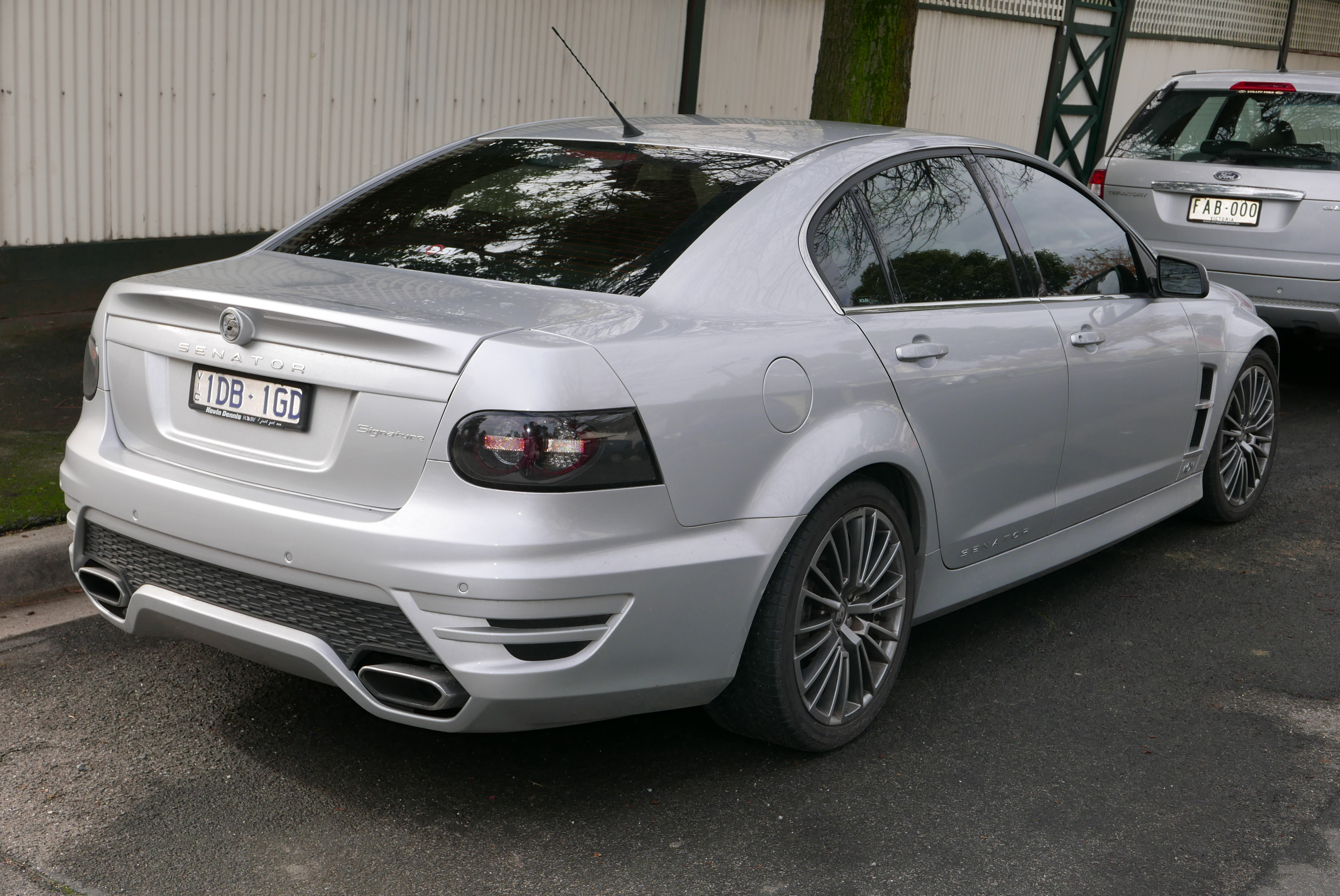
Senator (E Series 2)

Выпуск HSV E Series 2 начался в конце 2009 года. Цены начинались от 65990 долларов за Clubsport R8. Модельный ряд претерпел множество косметических изменений. Изменения коснулись бамперов, капота (позаимствован у Pontiac G8) и колёс.

#### E Series 3

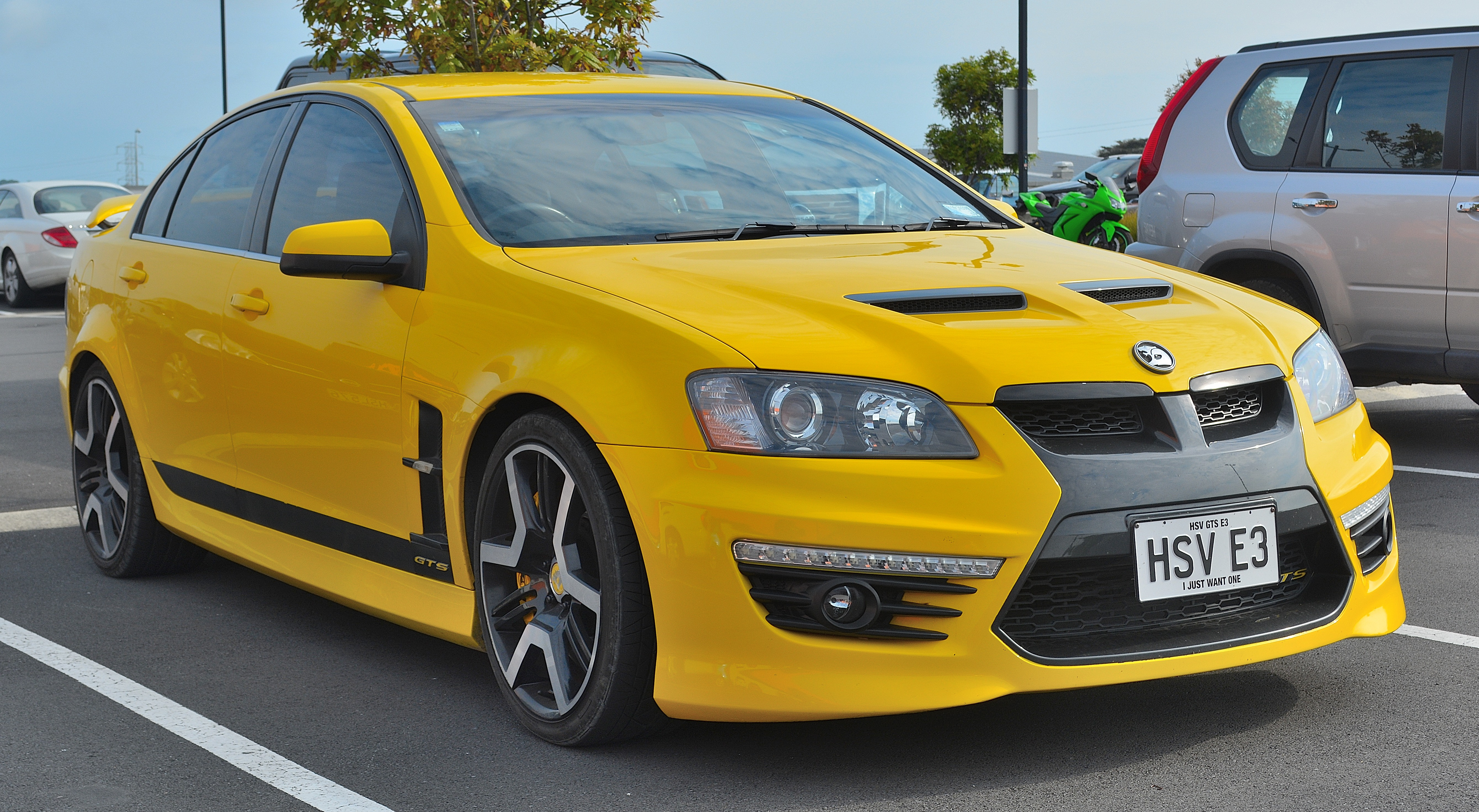
GTS (E Series 3)

Выпуск HSV E Series 3 начался 21 сентября 2010 года.
| Модель                               | MSRP (Цена в долларах) | Мощность, объём двигателя                  |
| ------------------------------------ | ---------------------- | ------------------------------------------ |
| Maloo R8                             | $64,990                | 317 кВт (425 л. с.) при 6000 об/мин, 6,2 л |
| Clubsport R8                         | $67,990                | 317 кВт (425 л. с.) при 6000 об/мин, 6,2 л |
| Clubsport R8 Tourer                  | $68,990                | 317 кВт (425 л. с.) при 6000 об/мин, 6,2 л |
| Maloo R8 SV Black Edition            | $67,990                | 317 кВт (425 л. с.) при 6000 об/мин, 6,2 л |
| Clubsport R8 SV Black Edition        | $71,990                | 317 кВт (425 л. с.) при 6000 об/мин, 6,2 л |
| Clubsport R8 Tourer SV Black Edition | $72,990                | 317 кВт (425 л. с.) при 6000 об/мин, 6,2 л |
| Senator Signature                    | $83,990                | 317 кВт (425 л. с.) при 6000 об/мин, 6,2 л |
| GTS                                  | $82,990                | 325 кВт (436 л. с.) при 6000 об/мин, 6,2 л |
| GTS 25th Anniversary                 | $92,980                | 325 кВт (436 л. с.) при 6000 об/мин, 6,2 л |
| Grange                               | $88,990                | 325 кВт (436 л. с.) при 6000 об/мин, 6,2 л |

### Gen-F
Модельный ряд:
- Clubsport R8

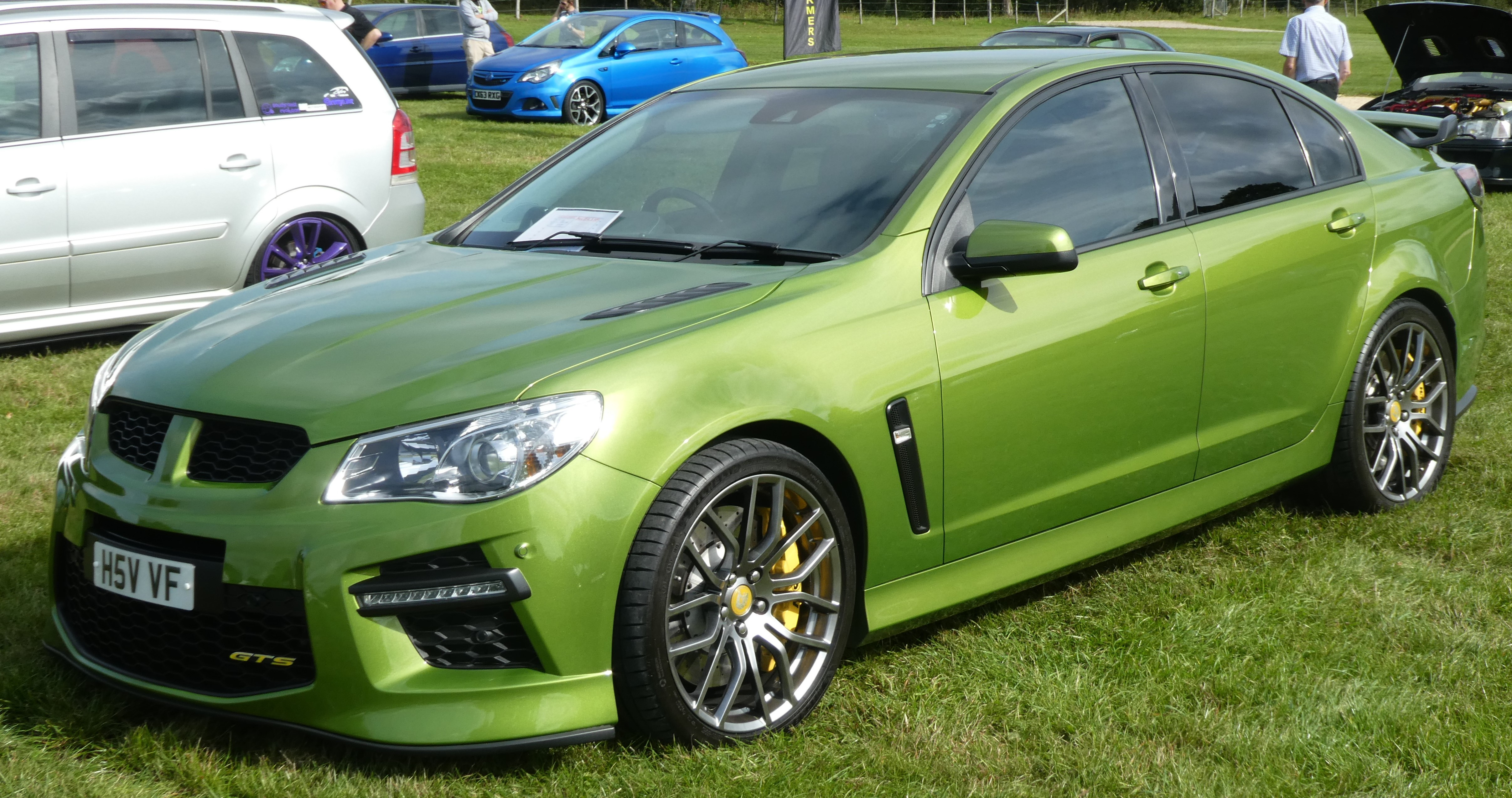
GTS

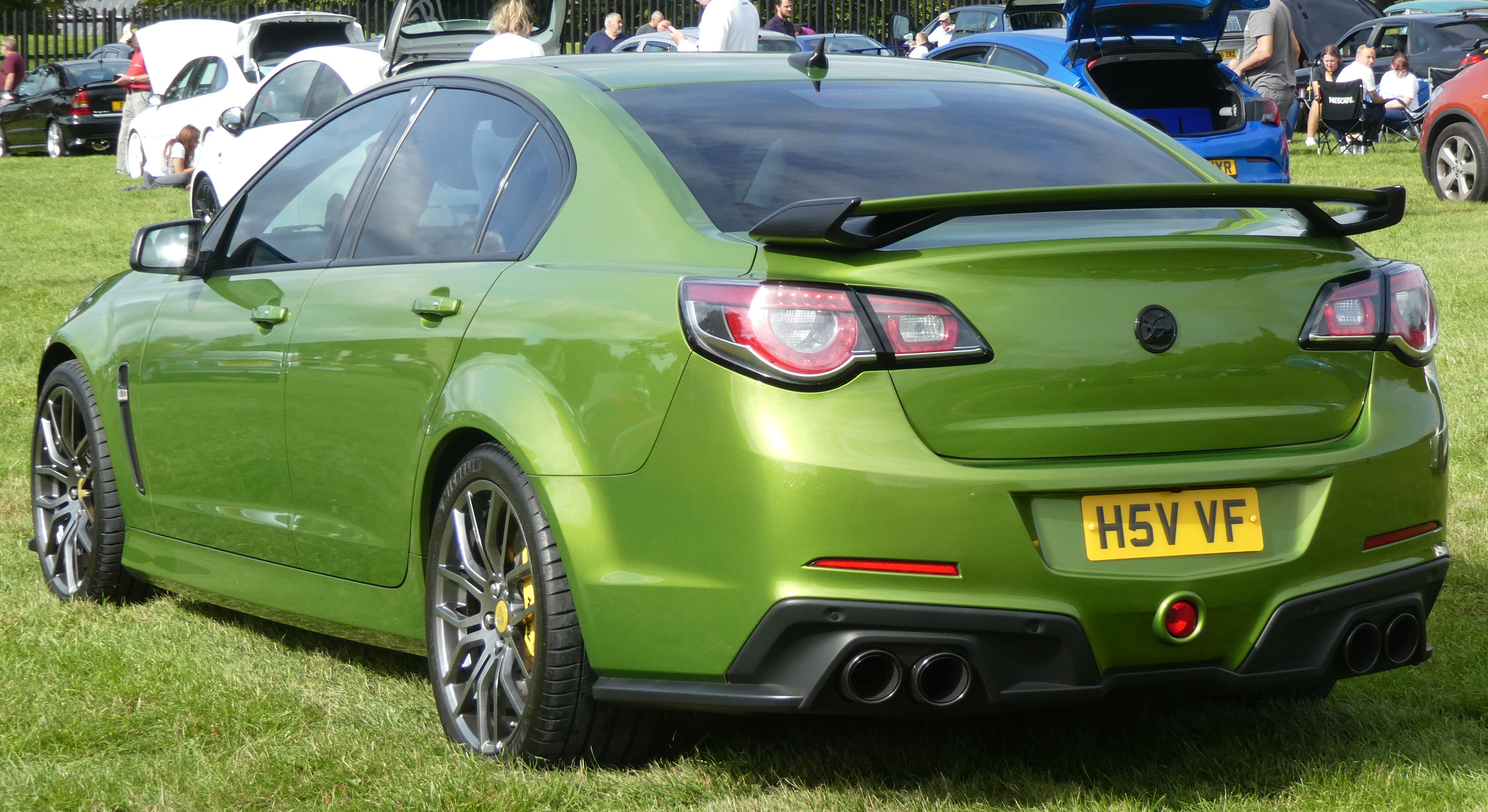
GTS

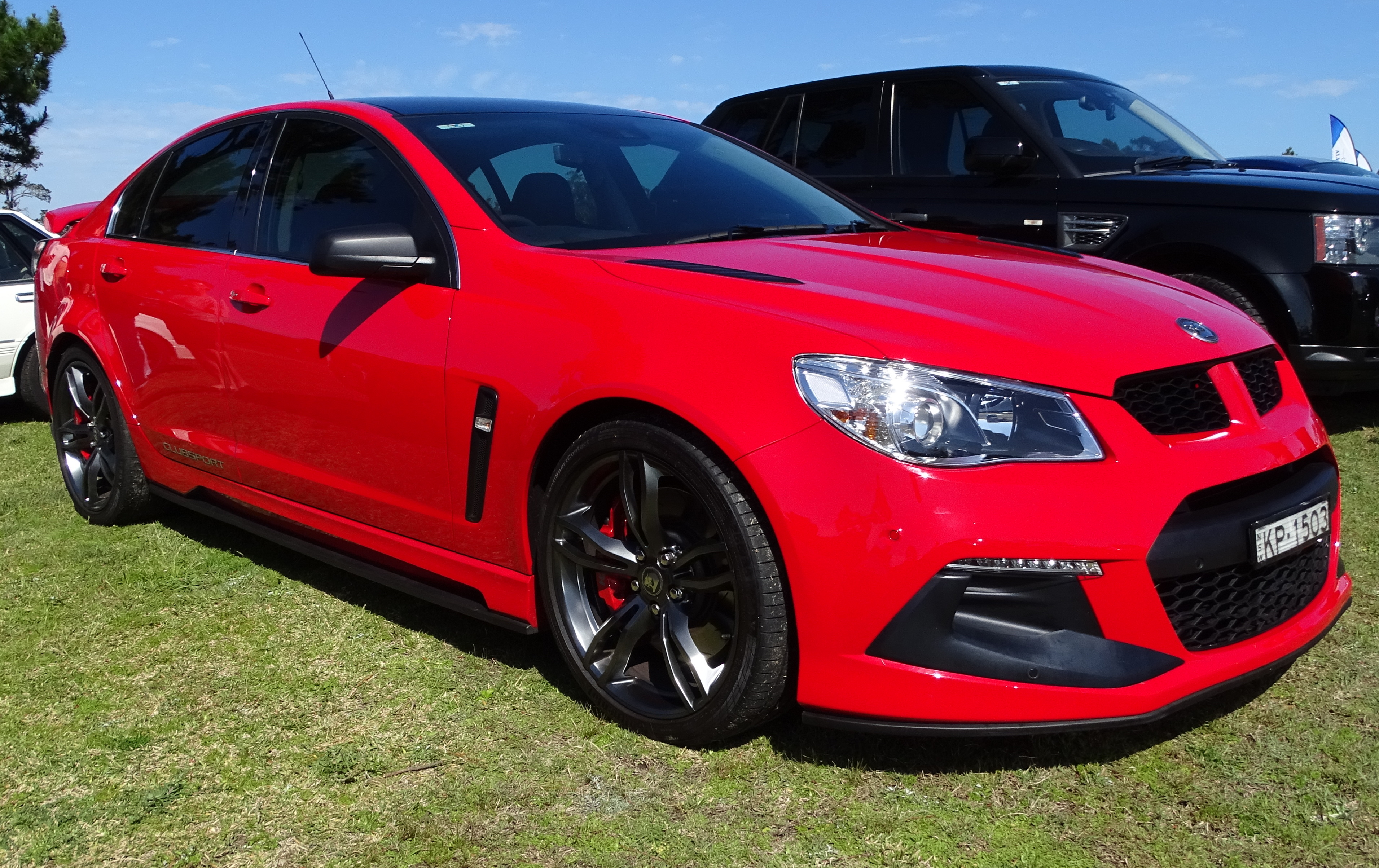
Clubsport R8

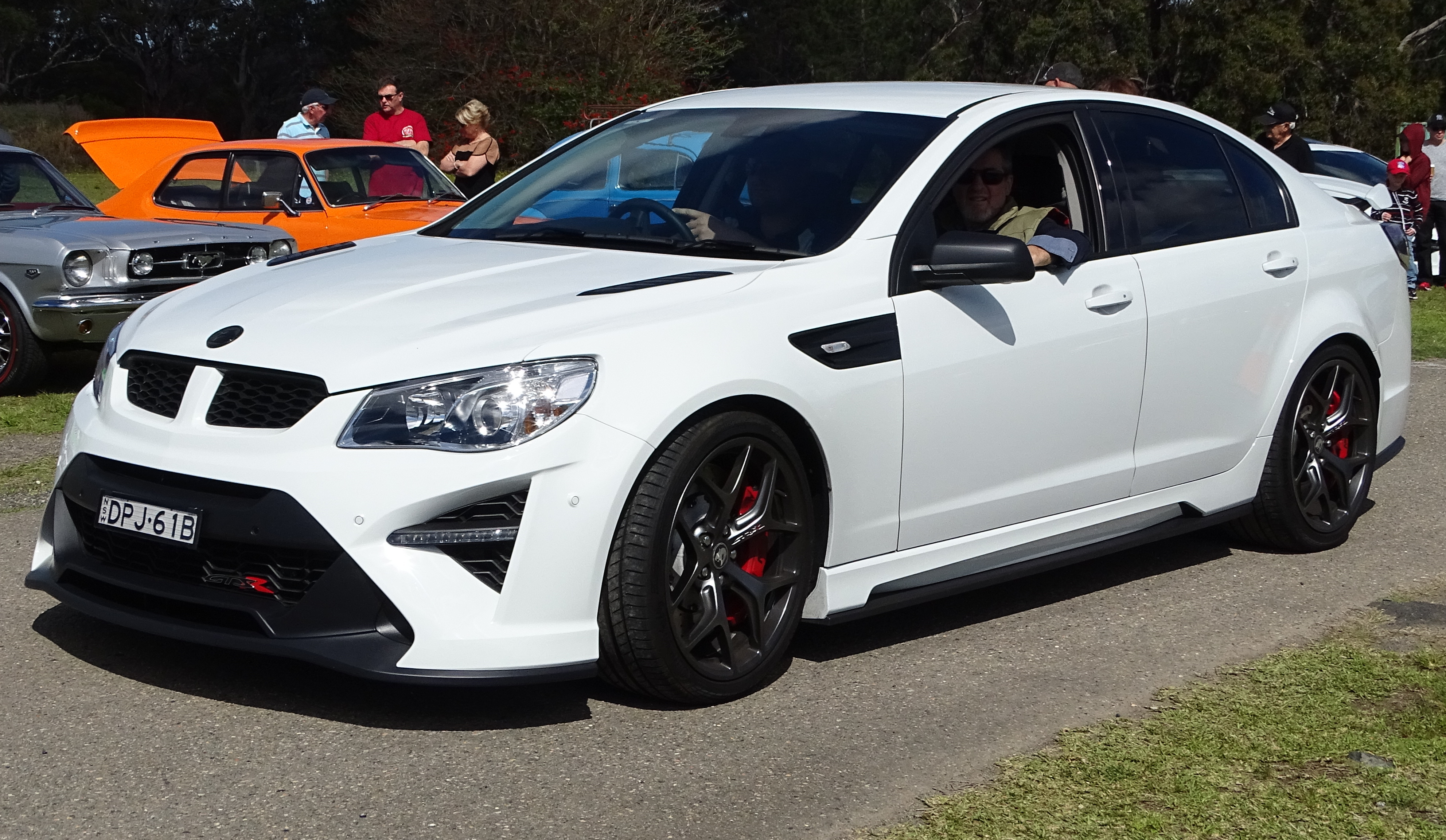
GTS-R

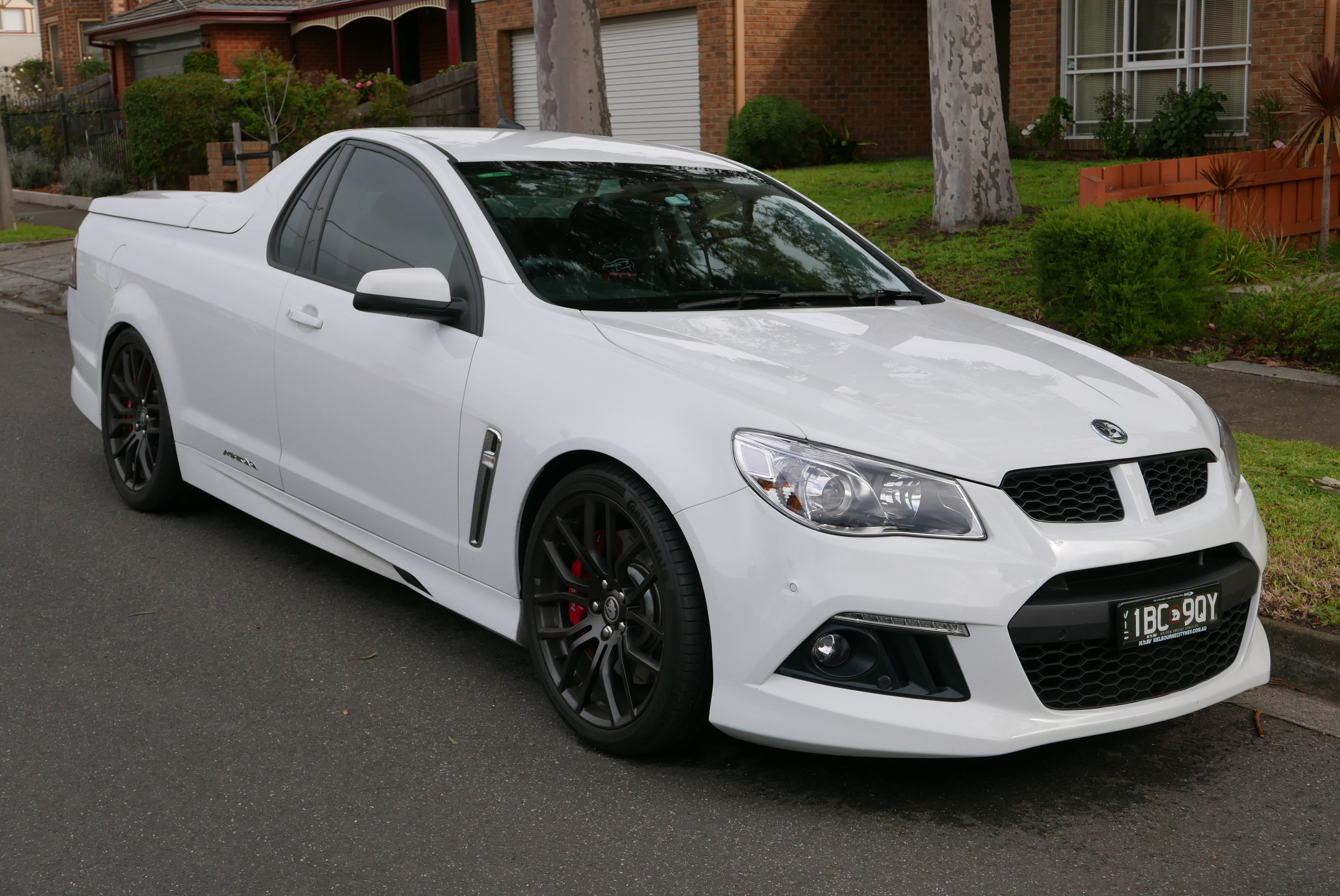
Maloo R8

- Clubsport R8 SV Black (350 единиц)
- Clubsport R8 Tourer
- Clubsport R8 25th Anniversary
- Clubsport R8 LSA
- Clubsport R8 Track Edition
- Grange
- GTS
- GTSR
- GTSR W1[21]
- GTS Maloo
- GTSR Maloo
- GTSR W1 Maloo (5 единиц)
- Maloo
- Maloo R8
- Maloo R8 LSA
- Maloo R8 LSA 30th Anniversary
- Maloo R8 SV Black
- Senator Signature
- Senator SV

## Другие модели
Несмотря на то, что большинство моделей HSV основаны на вариантах Holden Commodore, HSV также выпустил несколько автомобилей, основанных на других моделях линейки Holden.

### Astra SV1800

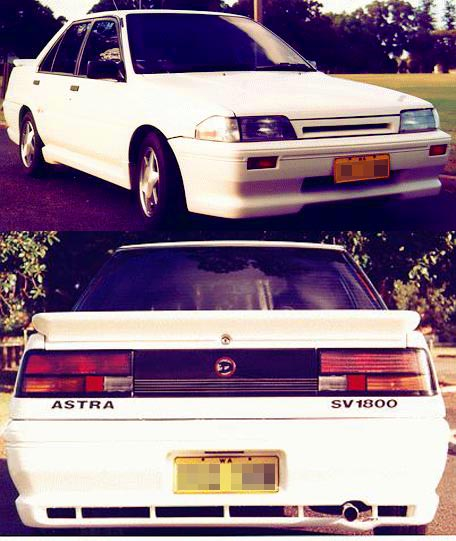
HSV Astra SV1800

HSV Astra SV1800 был выпущен в 1988 году на основе Holden Astra LD. Он оснащён тем же 1,8-литровым двигателем, что и стандартная модель, но в то же время имеет экстракторы, «спортивный» выхлоп и аэродинамический спортивный обвес.

### VXR Turbo

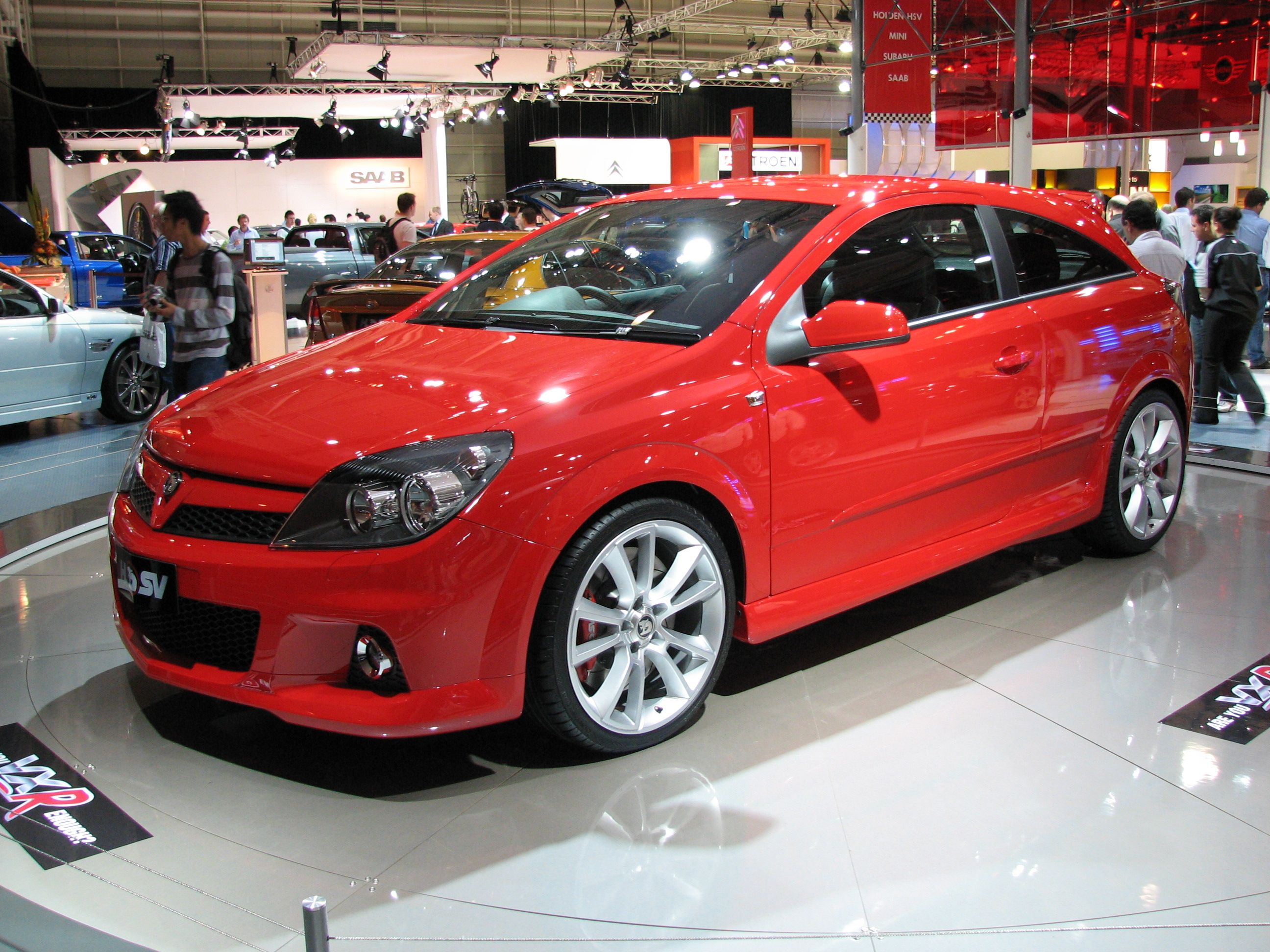
HSV VXR

HSV VXR Turbo — ребеджинг Vauxhall Astra, который импортировался из Бельгии с 2006 по 2009 год. Он оснащён 2,0-литровым четырёхцилиндровым турбодвигателем мощностью 176 кВт (236 л. с.) и крутящим моментом 320 Н⋅м в паре с шестиступенчатой механической трансмиссией. Дополнительно автомобиль оснащён адаптивной системой подвески IDS (Interactive Driving System), а также ESC, антипробуксовочной системой, ABS и BA. В июле 2008 года была выпущена специальная версия, получившая название «Nürburgring».

### Jackaroo

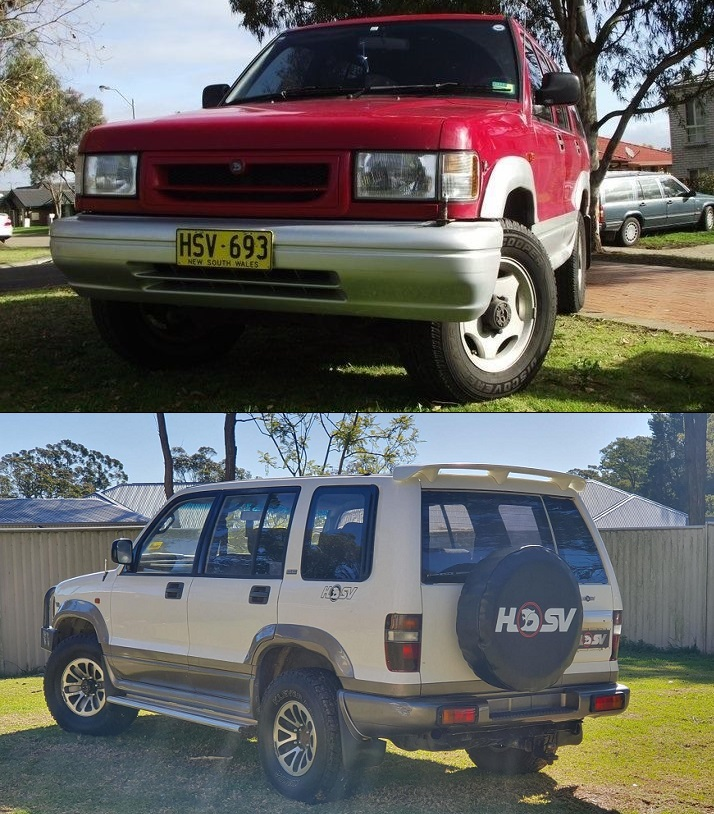
Красный Jackaroo HSV (вверху) и белый Jackaroo SE

Среднеразмерный внедорожник HSV Jackaroo был выпущен в июле 1993 года и представлял собой косметическую модернизацию Holden Jackaroo S (8DQ35), который был локализованной версией Isuzu Trooper. Второе поколение — HSV SE (8DS35) — было представлено в 1994 году.

### SportsCat
SportsCat основан на Holden Colorado.

### Colorado V8
Планы по выпуску мощной версии Holden Colorado с двигателем LT1 и 10-ступенчатой трансмиссией были отменены в 2020 году после закрытия HSV и Holden. Два прототипа были выпущены с силовыми агрегатами, взятыми от прошедших краш-тесты Chevrolet Camaro. Один прототип был основан на HSV SportsCat, а другой — на североамериканском Chevrolet Colorado. Это был последний проект, над которым работала компания HSV, и он должен был получить новое название, одним из рассматриваемых вариантов был ThunderCat.